# Championnat du monde d'échecs 2016
Cet article utilise la notation algébrique pour décrire des coups du jeu d'échecs.
Vainqueur
Précédent Suivant
Le Championnat du monde d'échecs 2016 s'est déroulé du 11 au 30 novembre 2016 à New York, et a opposé le Norvégien Magnus Carlsen, champion du monde en titre, au Russe Sergueï Kariakine, vainqueur du tournoi des candidats en mars 2016. Il a été organisé par la Fédération internationale des échecs, qui organise le championnat du monde sous la forme actuelle depuis 2006. Il est remporté par Magnus Carlsen au terme des parties rapides de départage 3-1.

## Tournoi des candidats 2016

### Organisation du tournoi et sélection des candidats
Le tournoi des candidats s'est déroulé  du 11 au 30 mars 2016 à Moscou. Le groupe Tashir, la plus grande holding diversifiée de Russie, était le sponsor principal du tournoi. Le montant total des prix en jeu était de 420 000 €. L'événement a été organisé par Agon Limited, propriétaire de la marque World Chess, ainsi que propriétaire des droits commerciaux du cycle des championnats d'échecs de la FIDE. La Fédération russe des échecs a été un autre soutien de cette compétition.
Il a opposé huit grands maîtres internationaux qui ont été qualifiés selon 5 voies différentes comme indiqué par le règlement de la FIDE : 
| Mode de qualification                                                                                             | Joueur            | Âge | Elo  |
| --- | ----------------- | --- | ---- |
| Le perdant du match de championnat du monde d'échecs 2014                                                         | Viswanathan Anand | 46  | 2784 |
| Les deux finalistes de la Coupe du monde d'échecs 2015                                                            | Sergueï Kariakine | 26  | 2769 |
| Les deux finalistes de la Coupe du monde d'échecs 2015                                                            | Peter Svidler     | 39  | 2751 |
| Les deux premiers du classement du Grand Prix FIDE 2014-2015                                                      | Fabiano Caruana   | 23  | 2787 |
| Les deux premiers du classement du Grand Prix FIDE 2014-2015                                                      | Hikaru Nakamura   | 28  | 2787 |
| Les deux joueurs ayant la plus haute moyenne Elo en 2015 et ayant participé à la Coupe du monde ou au Grand Prix. | Veselin Topalov   | 41  | 2780 |
| Les deux joueurs ayant la plus haute moyenne Elo en 2015 et ayant participé à la Coupe du monde ou au Grand Prix. | Anish Giri        | 21  | 2798 |
| Un joueur invité par l'organisation dont l'Elo est supérieur à 2725.                                              | Levon Aronian     | 33  | 2792 |

### Table des résultats
Les joueurs ex æquo sont départagés par :
1. le résultat des rencontres directes entre les joueurs à égalité ;
2. le nombre de parties gagnées lors du tournoi.

| Classement, joueur | Classement, joueur | Fédération | S.K. | F.C. | V.A. | P.S. | L.A. | A.G. | H.N. | V.T. | Points | Départage | Gains | Prix     |
| ------------------ | ------------------ | ---------- | ---- | ---- | ---- | ---- | ---- | ---- | ---- | ---- | ------ | --------- | ----- | -------- |
| 1er                | Sergueï Kariakine  | Russie     | –    | ½ 1  | 1 0  | ½ ½  | ½ ½  | ½ ½  | 1 ½  | ½ 1  | 8,5    |           | 4     | 95 000 € |
| 2e                 | Fabiano Caruana    | États-Unis | ½ 0  | –    | ½ 1  | ½ ½  | ½ ½  | ½ ½  | ½ 1  | ½ ½  | 7,5    | 1,5       | 2     | 88 000 € |
| 3e                 | Viswanathan Anand  | Inde       | 0 1  | ½ 0  | –    | 1 ½  | ½ 1  | ½ ½  | ½ 0  | 1 ½  | 7,5    | 0,5       | 4     | 75 000 € |
| 4e                 | Peter Svidler      | Russie     | ½ ½  | ½ ½  | 0 ½  | –    | ½ 1  | ½ ½  | ½ ½  | ½ ½  | 7      | 3,5       | 1     | 55 000 € |
| 5e                 | Levon Aronian      | Arménie    | ½ ½  | ½ ½  | ½ 0  | ½ 0  | –    | ½ ½  | 1 ½  | 1 ½  | 7      | 3         | 2     | 40 000 € |
| 6e                 | Anish Giri         | Pays-Bas   | ½ ½  | ½ ½  | ½ ½  | ½ ½  | ½ ½  | –    | ½ ½  | ½ ½  | 7      | 3         | 0     | 28 000 € |
| 7e                 | Hikaru Nakamura    | États-Unis | 0 ½  | ½ 0  | ½ 1  | ½ ½  | 0 ½  | ½ ½  | –    | 1 1  | 7      | 2,5       | 3     | 22 000 € |
| 8e                 | Veselin Topalov    | Bulgarie   | ½ 0  | ½ ½  | 0 ½  | ½ ½  | 0 ½  | ½ ½  | 0 0  | –    | 4,5    |           | 0     | 17 000 € |

### La partie décisive (Kariakine - Caruana)
|   | a | b | c | d | e | f | g | h |   |
| 8 | Tour noire sur case noire f8 · Roi noir sur case noire e7 · Dame noire sur case noire b6 · Pion noir sur case blanche e6 · Pion noir sur case noire f6 · Pion noir sur case blanche d5 · Pion noir sur case blanche h5 · Pion noir sur case noire b4 · Tour blanche sur case noire d4 · Tour noire sur case blanche e4 · Fou blanc sur case blanche b3 · Pion blanc sur case noire g3 · Pion blanc sur case blanche a2 · Pion blanc sur case blanche c2 · Dame blanche sur case noire d2 · Fou noir sur case blanche g2 · Pion blanc sur case noire h2 · Roi blanc sur case blanche b1 · Tour blanche sur case blanche d1 | Tour noire sur case noire f8 · Roi noir sur case noire e7 · Dame noire sur case noire b6 · Pion noir sur case blanche e6 · Pion noir sur case noire f6 · Pion noir sur case blanche d5 · Pion noir sur case blanche h5 · Pion noir sur case noire b4 · Tour blanche sur case noire d4 · Tour noire sur case blanche e4 · Fou blanc sur case blanche b3 · Pion blanc sur case noire g3 · Pion blanc sur case blanche a2 · Pion blanc sur case blanche c2 · Dame blanche sur case noire d2 · Fou noir sur case blanche g2 · Pion blanc sur case noire h2 · Roi blanc sur case blanche b1 · Tour blanche sur case blanche d1 | Tour noire sur case noire f8 · Roi noir sur case noire e7 · Dame noire sur case noire b6 · Pion noir sur case blanche e6 · Pion noir sur case noire f6 · Pion noir sur case blanche d5 · Pion noir sur case blanche h5 · Pion noir sur case noire b4 · Tour blanche sur case noire d4 · Tour noire sur case blanche e4 · Fou blanc sur case blanche b3 · Pion blanc sur case noire g3 · Pion blanc sur case blanche a2 · Pion blanc sur case blanche c2 · Dame blanche sur case noire d2 · Fou noir sur case blanche g2 · Pion blanc sur case noire h2 · Roi blanc sur case blanche b1 · Tour blanche sur case blanche d1 | Tour noire sur case noire f8 · Roi noir sur case noire e7 · Dame noire sur case noire b6 · Pion noir sur case blanche e6 · Pion noir sur case noire f6 · Pion noir sur case blanche d5 · Pion noir sur case blanche h5 · Pion noir sur case noire b4 · Tour blanche sur case noire d4 · Tour noire sur case blanche e4 · Fou blanc sur case blanche b3 · Pion blanc sur case noire g3 · Pion blanc sur case blanche a2 · Pion blanc sur case blanche c2 · Dame blanche sur case noire d2 · Fou noir sur case blanche g2 · Pion blanc sur case noire h2 · Roi blanc sur case blanche b1 · Tour blanche sur case blanche d1 | Tour noire sur case noire f8 · Roi noir sur case noire e7 · Dame noire sur case noire b6 · Pion noir sur case blanche e6 · Pion noir sur case noire f6 · Pion noir sur case blanche d5 · Pion noir sur case blanche h5 · Pion noir sur case noire b4 · Tour blanche sur case noire d4 · Tour noire sur case blanche e4 · Fou blanc sur case blanche b3 · Pion blanc sur case noire g3 · Pion blanc sur case blanche a2 · Pion blanc sur case blanche c2 · Dame blanche sur case noire d2 · Fou noir sur case blanche g2 · Pion blanc sur case noire h2 · Roi blanc sur case blanche b1 · Tour blanche sur case blanche d1 | Tour noire sur case noire f8 · Roi noir sur case noire e7 · Dame noire sur case noire b6 · Pion noir sur case blanche e6 · Pion noir sur case noire f6 · Pion noir sur case blanche d5 · Pion noir sur case blanche h5 · Pion noir sur case noire b4 · Tour blanche sur case noire d4 · Tour noire sur case blanche e4 · Fou blanc sur case blanche b3 · Pion blanc sur case noire g3 · Pion blanc sur case blanche a2 · Pion blanc sur case blanche c2 · Dame blanche sur case noire d2 · Fou noir sur case blanche g2 · Pion blanc sur case noire h2 · Roi blanc sur case blanche b1 · Tour blanche sur case blanche d1 | Tour noire sur case noire f8 · Roi noir sur case noire e7 · Dame noire sur case noire b6 · Pion noir sur case blanche e6 · Pion noir sur case noire f6 · Pion noir sur case blanche d5 · Pion noir sur case blanche h5 · Pion noir sur case noire b4 · Tour blanche sur case noire d4 · Tour noire sur case blanche e4 · Fou blanc sur case blanche b3 · Pion blanc sur case noire g3 · Pion blanc sur case blanche a2 · Pion blanc sur case blanche c2 · Dame blanche sur case noire d2 · Fou noir sur case blanche g2 · Pion blanc sur case noire h2 · Roi blanc sur case blanche b1 · Tour blanche sur case blanche d1 | Tour noire sur case noire f8 · Roi noir sur case noire e7 · Dame noire sur case noire b6 · Pion noir sur case blanche e6 · Pion noir sur case noire f6 · Pion noir sur case blanche d5 · Pion noir sur case blanche h5 · Pion noir sur case noire b4 · Tour blanche sur case noire d4 · Tour noire sur case blanche e4 · Fou blanc sur case blanche b3 · Pion blanc sur case noire g3 · Pion blanc sur case blanche a2 · Pion blanc sur case blanche c2 · Dame blanche sur case noire d2 · Fou noir sur case blanche g2 · Pion blanc sur case noire h2 · Roi blanc sur case blanche b1 · Tour blanche sur case blanche d1 | 8 |
| 7 | Tour noire sur case noire f8 · Roi noir sur case noire e7 · Dame noire sur case noire b6 · Pion noir sur case blanche e6 · Pion noir sur case noire f6 · Pion noir sur case blanche d5 · Pion noir sur case blanche h5 · Pion noir sur case noire b4 · Tour blanche sur case noire d4 · Tour noire sur case blanche e4 · Fou blanc sur case blanche b3 · Pion blanc sur case noire g3 · Pion blanc sur case blanche a2 · Pion blanc sur case blanche c2 · Dame blanche sur case noire d2 · Fou noir sur case blanche g2 · Pion blanc sur case noire h2 · Roi blanc sur case blanche b1 · Tour blanche sur case blanche d1 | Tour noire sur case noire f8 · Roi noir sur case noire e7 · Dame noire sur case noire b6 · Pion noir sur case blanche e6 · Pion noir sur case noire f6 · Pion noir sur case blanche d5 · Pion noir sur case blanche h5 · Pion noir sur case noire b4 · Tour blanche sur case noire d4 · Tour noire sur case blanche e4 · Fou blanc sur case blanche b3 · Pion blanc sur case noire g3 · Pion blanc sur case blanche a2 · Pion blanc sur case blanche c2 · Dame blanche sur case noire d2 · Fou noir sur case blanche g2 · Pion blanc sur case noire h2 · Roi blanc sur case blanche b1 · Tour blanche sur case blanche d1 | Tour noire sur case noire f8 · Roi noir sur case noire e7 · Dame noire sur case noire b6 · Pion noir sur case blanche e6 · Pion noir sur case noire f6 · Pion noir sur case blanche d5 · Pion noir sur case blanche h5 · Pion noir sur case noire b4 · Tour blanche sur case noire d4 · Tour noire sur case blanche e4 · Fou blanc sur case blanche b3 · Pion blanc sur case noire g3 · Pion blanc sur case blanche a2 · Pion blanc sur case blanche c2 · Dame blanche sur case noire d2 · Fou noir sur case blanche g2 · Pion blanc sur case noire h2 · Roi blanc sur case blanche b1 · Tour blanche sur case blanche d1 | Tour noire sur case noire f8 · Roi noir sur case noire e7 · Dame noire sur case noire b6 · Pion noir sur case blanche e6 · Pion noir sur case noire f6 · Pion noir sur case blanche d5 · Pion noir sur case blanche h5 · Pion noir sur case noire b4 · Tour blanche sur case noire d4 · Tour noire sur case blanche e4 · Fou blanc sur case blanche b3 · Pion blanc sur case noire g3 · Pion blanc sur case blanche a2 · Pion blanc sur case blanche c2 · Dame blanche sur case noire d2 · Fou noir sur case blanche g2 · Pion blanc sur case noire h2 · Roi blanc sur case blanche b1 · Tour blanche sur case blanche d1 | Tour noire sur case noire f8 · Roi noir sur case noire e7 · Dame noire sur case noire b6 · Pion noir sur case blanche e6 · Pion noir sur case noire f6 · Pion noir sur case blanche d5 · Pion noir sur case blanche h5 · Pion noir sur case noire b4 · Tour blanche sur case noire d4 · Tour noire sur case blanche e4 · Fou blanc sur case blanche b3 · Pion blanc sur case noire g3 · Pion blanc sur case blanche a2 · Pion blanc sur case blanche c2 · Dame blanche sur case noire d2 · Fou noir sur case blanche g2 · Pion blanc sur case noire h2 · Roi blanc sur case blanche b1 · Tour blanche sur case blanche d1 | Tour noire sur case noire f8 · Roi noir sur case noire e7 · Dame noire sur case noire b6 · Pion noir sur case blanche e6 · Pion noir sur case noire f6 · Pion noir sur case blanche d5 · Pion noir sur case blanche h5 · Pion noir sur case noire b4 · Tour blanche sur case noire d4 · Tour noire sur case blanche e4 · Fou blanc sur case blanche b3 · Pion blanc sur case noire g3 · Pion blanc sur case blanche a2 · Pion blanc sur case blanche c2 · Dame blanche sur case noire d2 · Fou noir sur case blanche g2 · Pion blanc sur case noire h2 · Roi blanc sur case blanche b1 · Tour blanche sur case blanche d1 | Tour noire sur case noire f8 · Roi noir sur case noire e7 · Dame noire sur case noire b6 · Pion noir sur case blanche e6 · Pion noir sur case noire f6 · Pion noir sur case blanche d5 · Pion noir sur case blanche h5 · Pion noir sur case noire b4 · Tour blanche sur case noire d4 · Tour noire sur case blanche e4 · Fou blanc sur case blanche b3 · Pion blanc sur case noire g3 · Pion blanc sur case blanche a2 · Pion blanc sur case blanche c2 · Dame blanche sur case noire d2 · Fou noir sur case blanche g2 · Pion blanc sur case noire h2 · Roi blanc sur case blanche b1 · Tour blanche sur case blanche d1 | Tour noire sur case noire f8 · Roi noir sur case noire e7 · Dame noire sur case noire b6 · Pion noir sur case blanche e6 · Pion noir sur case noire f6 · Pion noir sur case blanche d5 · Pion noir sur case blanche h5 · Pion noir sur case noire b4 · Tour blanche sur case noire d4 · Tour noire sur case blanche e4 · Fou blanc sur case blanche b3 · Pion blanc sur case noire g3 · Pion blanc sur case blanche a2 · Pion blanc sur case blanche c2 · Dame blanche sur case noire d2 · Fou noir sur case blanche g2 · Pion blanc sur case noire h2 · Roi blanc sur case blanche b1 · Tour blanche sur case blanche d1 | 7 |
| 6 | Tour noire sur case noire f8 · Roi noir sur case noire e7 · Dame noire sur case noire b6 · Pion noir sur case blanche e6 · Pion noir sur case noire f6 · Pion noir sur case blanche d5 · Pion noir sur case blanche h5 · Pion noir sur case noire b4 · Tour blanche sur case noire d4 · Tour noire sur case blanche e4 · Fou blanc sur case blanche b3 · Pion blanc sur case noire g3 · Pion blanc sur case blanche a2 · Pion blanc sur case blanche c2 · Dame blanche sur case noire d2 · Fou noir sur case blanche g2 · Pion blanc sur case noire h2 · Roi blanc sur case blanche b1 · Tour blanche sur case blanche d1 | Tour noire sur case noire f8 · Roi noir sur case noire e7 · Dame noire sur case noire b6 · Pion noir sur case blanche e6 · Pion noir sur case noire f6 · Pion noir sur case blanche d5 · Pion noir sur case blanche h5 · Pion noir sur case noire b4 · Tour blanche sur case noire d4 · Tour noire sur case blanche e4 · Fou blanc sur case blanche b3 · Pion blanc sur case noire g3 · Pion blanc sur case blanche a2 · Pion blanc sur case blanche c2 · Dame blanche sur case noire d2 · Fou noir sur case blanche g2 · Pion blanc sur case noire h2 · Roi blanc sur case blanche b1 · Tour blanche sur case blanche d1 | Tour noire sur case noire f8 · Roi noir sur case noire e7 · Dame noire sur case noire b6 · Pion noir sur case blanche e6 · Pion noir sur case noire f6 · Pion noir sur case blanche d5 · Pion noir sur case blanche h5 · Pion noir sur case noire b4 · Tour blanche sur case noire d4 · Tour noire sur case blanche e4 · Fou blanc sur case blanche b3 · Pion blanc sur case noire g3 · Pion blanc sur case blanche a2 · Pion blanc sur case blanche c2 · Dame blanche sur case noire d2 · Fou noir sur case blanche g2 · Pion blanc sur case noire h2 · Roi blanc sur case blanche b1 · Tour blanche sur case blanche d1 | Tour noire sur case noire f8 · Roi noir sur case noire e7 · Dame noire sur case noire b6 · Pion noir sur case blanche e6 · Pion noir sur case noire f6 · Pion noir sur case blanche d5 · Pion noir sur case blanche h5 · Pion noir sur case noire b4 · Tour blanche sur case noire d4 · Tour noire sur case blanche e4 · Fou blanc sur case blanche b3 · Pion blanc sur case noire g3 · Pion blanc sur case blanche a2 · Pion blanc sur case blanche c2 · Dame blanche sur case noire d2 · Fou noir sur case blanche g2 · Pion blanc sur case noire h2 · Roi blanc sur case blanche b1 · Tour blanche sur case blanche d1 | Tour noire sur case noire f8 · Roi noir sur case noire e7 · Dame noire sur case noire b6 · Pion noir sur case blanche e6 · Pion noir sur case noire f6 · Pion noir sur case blanche d5 · Pion noir sur case blanche h5 · Pion noir sur case noire b4 · Tour blanche sur case noire d4 · Tour noire sur case blanche e4 · Fou blanc sur case blanche b3 · Pion blanc sur case noire g3 · Pion blanc sur case blanche a2 · Pion blanc sur case blanche c2 · Dame blanche sur case noire d2 · Fou noir sur case blanche g2 · Pion blanc sur case noire h2 · Roi blanc sur case blanche b1 · Tour blanche sur case blanche d1 | Tour noire sur case noire f8 · Roi noir sur case noire e7 · Dame noire sur case noire b6 · Pion noir sur case blanche e6 · Pion noir sur case noire f6 · Pion noir sur case blanche d5 · Pion noir sur case blanche h5 · Pion noir sur case noire b4 · Tour blanche sur case noire d4 · Tour noire sur case blanche e4 · Fou blanc sur case blanche b3 · Pion blanc sur case noire g3 · Pion blanc sur case blanche a2 · Pion blanc sur case blanche c2 · Dame blanche sur case noire d2 · Fou noir sur case blanche g2 · Pion blanc sur case noire h2 · Roi blanc sur case blanche b1 · Tour blanche sur case blanche d1 | Tour noire sur case noire f8 · Roi noir sur case noire e7 · Dame noire sur case noire b6 · Pion noir sur case blanche e6 · Pion noir sur case noire f6 · Pion noir sur case blanche d5 · Pion noir sur case blanche h5 · Pion noir sur case noire b4 · Tour blanche sur case noire d4 · Tour noire sur case blanche e4 · Fou blanc sur case blanche b3 · Pion blanc sur case noire g3 · Pion blanc sur case blanche a2 · Pion blanc sur case blanche c2 · Dame blanche sur case noire d2 · Fou noir sur case blanche g2 · Pion blanc sur case noire h2 · Roi blanc sur case blanche b1 · Tour blanche sur case blanche d1 | Tour noire sur case noire f8 · Roi noir sur case noire e7 · Dame noire sur case noire b6 · Pion noir sur case blanche e6 · Pion noir sur case noire f6 · Pion noir sur case blanche d5 · Pion noir sur case blanche h5 · Pion noir sur case noire b4 · Tour blanche sur case noire d4 · Tour noire sur case blanche e4 · Fou blanc sur case blanche b3 · Pion blanc sur case noire g3 · Pion blanc sur case blanche a2 · Pion blanc sur case blanche c2 · Dame blanche sur case noire d2 · Fou noir sur case blanche g2 · Pion blanc sur case noire h2 · Roi blanc sur case blanche b1 · Tour blanche sur case blanche d1 | 6 |
| 5 | Tour noire sur case noire f8 · Roi noir sur case noire e7 · Dame noire sur case noire b6 · Pion noir sur case blanche e6 · Pion noir sur case noire f6 · Pion noir sur case blanche d5 · Pion noir sur case blanche h5 · Pion noir sur case noire b4 · Tour blanche sur case noire d4 · Tour noire sur case blanche e4 · Fou blanc sur case blanche b3 · Pion blanc sur case noire g3 · Pion blanc sur case blanche a2 · Pion blanc sur case blanche c2 · Dame blanche sur case noire d2 · Fou noir sur case blanche g2 · Pion blanc sur case noire h2 · Roi blanc sur case blanche b1 · Tour blanche sur case blanche d1 | Tour noire sur case noire f8 · Roi noir sur case noire e7 · Dame noire sur case noire b6 · Pion noir sur case blanche e6 · Pion noir sur case noire f6 · Pion noir sur case blanche d5 · Pion noir sur case blanche h5 · Pion noir sur case noire b4 · Tour blanche sur case noire d4 · Tour noire sur case blanche e4 · Fou blanc sur case blanche b3 · Pion blanc sur case noire g3 · Pion blanc sur case blanche a2 · Pion blanc sur case blanche c2 · Dame blanche sur case noire d2 · Fou noir sur case blanche g2 · Pion blanc sur case noire h2 · Roi blanc sur case blanche b1 · Tour blanche sur case blanche d1 | Tour noire sur case noire f8 · Roi noir sur case noire e7 · Dame noire sur case noire b6 · Pion noir sur case blanche e6 · Pion noir sur case noire f6 · Pion noir sur case blanche d5 · Pion noir sur case blanche h5 · Pion noir sur case noire b4 · Tour blanche sur case noire d4 · Tour noire sur case blanche e4 · Fou blanc sur case blanche b3 · Pion blanc sur case noire g3 · Pion blanc sur case blanche a2 · Pion blanc sur case blanche c2 · Dame blanche sur case noire d2 · Fou noir sur case blanche g2 · Pion blanc sur case noire h2 · Roi blanc sur case blanche b1 · Tour blanche sur case blanche d1 | Tour noire sur case noire f8 · Roi noir sur case noire e7 · Dame noire sur case noire b6 · Pion noir sur case blanche e6 · Pion noir sur case noire f6 · Pion noir sur case blanche d5 · Pion noir sur case blanche h5 · Pion noir sur case noire b4 · Tour blanche sur case noire d4 · Tour noire sur case blanche e4 · Fou blanc sur case blanche b3 · Pion blanc sur case noire g3 · Pion blanc sur case blanche a2 · Pion blanc sur case blanche c2 · Dame blanche sur case noire d2 · Fou noir sur case blanche g2 · Pion blanc sur case noire h2 · Roi blanc sur case blanche b1 · Tour blanche sur case blanche d1 | Tour noire sur case noire f8 · Roi noir sur case noire e7 · Dame noire sur case noire b6 · Pion noir sur case blanche e6 · Pion noir sur case noire f6 · Pion noir sur case blanche d5 · Pion noir sur case blanche h5 · Pion noir sur case noire b4 · Tour blanche sur case noire d4 · Tour noire sur case blanche e4 · Fou blanc sur case blanche b3 · Pion blanc sur case noire g3 · Pion blanc sur case blanche a2 · Pion blanc sur case blanche c2 · Dame blanche sur case noire d2 · Fou noir sur case blanche g2 · Pion blanc sur case noire h2 · Roi blanc sur case blanche b1 · Tour blanche sur case blanche d1 | Tour noire sur case noire f8 · Roi noir sur case noire e7 · Dame noire sur case noire b6 · Pion noir sur case blanche e6 · Pion noir sur case noire f6 · Pion noir sur case blanche d5 · Pion noir sur case blanche h5 · Pion noir sur case noire b4 · Tour blanche sur case noire d4 · Tour noire sur case blanche e4 · Fou blanc sur case blanche b3 · Pion blanc sur case noire g3 · Pion blanc sur case blanche a2 · Pion blanc sur case blanche c2 · Dame blanche sur case noire d2 · Fou noir sur case blanche g2 · Pion blanc sur case noire h2 · Roi blanc sur case blanche b1 · Tour blanche sur case blanche d1 | Tour noire sur case noire f8 · Roi noir sur case noire e7 · Dame noire sur case noire b6 · Pion noir sur case blanche e6 · Pion noir sur case noire f6 · Pion noir sur case blanche d5 · Pion noir sur case blanche h5 · Pion noir sur case noire b4 · Tour blanche sur case noire d4 · Tour noire sur case blanche e4 · Fou blanc sur case blanche b3 · Pion blanc sur case noire g3 · Pion blanc sur case blanche a2 · Pion blanc sur case blanche c2 · Dame blanche sur case noire d2 · Fou noir sur case blanche g2 · Pion blanc sur case noire h2 · Roi blanc sur case blanche b1 · Tour blanche sur case blanche d1 | Tour noire sur case noire f8 · Roi noir sur case noire e7 · Dame noire sur case noire b6 · Pion noir sur case blanche e6 · Pion noir sur case noire f6 · Pion noir sur case blanche d5 · Pion noir sur case blanche h5 · Pion noir sur case noire b4 · Tour blanche sur case noire d4 · Tour noire sur case blanche e4 · Fou blanc sur case blanche b3 · Pion blanc sur case noire g3 · Pion blanc sur case blanche a2 · Pion blanc sur case blanche c2 · Dame blanche sur case noire d2 · Fou noir sur case blanche g2 · Pion blanc sur case noire h2 · Roi blanc sur case blanche b1 · Tour blanche sur case blanche d1 | 5 |
| 4 | Tour noire sur case noire f8 · Roi noir sur case noire e7 · Dame noire sur case noire b6 · Pion noir sur case blanche e6 · Pion noir sur case noire f6 · Pion noir sur case blanche d5 · Pion noir sur case blanche h5 · Pion noir sur case noire b4 · Tour blanche sur case noire d4 · Tour noire sur case blanche e4 · Fou blanc sur case blanche b3 · Pion blanc sur case noire g3 · Pion blanc sur case blanche a2 · Pion blanc sur case blanche c2 · Dame blanche sur case noire d2 · Fou noir sur case blanche g2 · Pion blanc sur case noire h2 · Roi blanc sur case blanche b1 · Tour blanche sur case blanche d1 | Tour noire sur case noire f8 · Roi noir sur case noire e7 · Dame noire sur case noire b6 · Pion noir sur case blanche e6 · Pion noir sur case noire f6 · Pion noir sur case blanche d5 · Pion noir sur case blanche h5 · Pion noir sur case noire b4 · Tour blanche sur case noire d4 · Tour noire sur case blanche e4 · Fou blanc sur case blanche b3 · Pion blanc sur case noire g3 · Pion blanc sur case blanche a2 · Pion blanc sur case blanche c2 · Dame blanche sur case noire d2 · Fou noir sur case blanche g2 · Pion blanc sur case noire h2 · Roi blanc sur case blanche b1 · Tour blanche sur case blanche d1 | Tour noire sur case noire f8 · Roi noir sur case noire e7 · Dame noire sur case noire b6 · Pion noir sur case blanche e6 · Pion noir sur case noire f6 · Pion noir sur case blanche d5 · Pion noir sur case blanche h5 · Pion noir sur case noire b4 · Tour blanche sur case noire d4 · Tour noire sur case blanche e4 · Fou blanc sur case blanche b3 · Pion blanc sur case noire g3 · Pion blanc sur case blanche a2 · Pion blanc sur case blanche c2 · Dame blanche sur case noire d2 · Fou noir sur case blanche g2 · Pion blanc sur case noire h2 · Roi blanc sur case blanche b1 · Tour blanche sur case blanche d1 | Tour noire sur case noire f8 · Roi noir sur case noire e7 · Dame noire sur case noire b6 · Pion noir sur case blanche e6 · Pion noir sur case noire f6 · Pion noir sur case blanche d5 · Pion noir sur case blanche h5 · Pion noir sur case noire b4 · Tour blanche sur case noire d4 · Tour noire sur case blanche e4 · Fou blanc sur case blanche b3 · Pion blanc sur case noire g3 · Pion blanc sur case blanche a2 · Pion blanc sur case blanche c2 · Dame blanche sur case noire d2 · Fou noir sur case blanche g2 · Pion blanc sur case noire h2 · Roi blanc sur case blanche b1 · Tour blanche sur case blanche d1 | Tour noire sur case noire f8 · Roi noir sur case noire e7 · Dame noire sur case noire b6 · Pion noir sur case blanche e6 · Pion noir sur case noire f6 · Pion noir sur case blanche d5 · Pion noir sur case blanche h5 · Pion noir sur case noire b4 · Tour blanche sur case noire d4 · Tour noire sur case blanche e4 · Fou blanc sur case blanche b3 · Pion blanc sur case noire g3 · Pion blanc sur case blanche a2 · Pion blanc sur case blanche c2 · Dame blanche sur case noire d2 · Fou noir sur case blanche g2 · Pion blanc sur case noire h2 · Roi blanc sur case blanche b1 · Tour blanche sur case blanche d1 | Tour noire sur case noire f8 · Roi noir sur case noire e7 · Dame noire sur case noire b6 · Pion noir sur case blanche e6 · Pion noir sur case noire f6 · Pion noir sur case blanche d5 · Pion noir sur case blanche h5 · Pion noir sur case noire b4 · Tour blanche sur case noire d4 · Tour noire sur case blanche e4 · Fou blanc sur case blanche b3 · Pion blanc sur case noire g3 · Pion blanc sur case blanche a2 · Pion blanc sur case blanche c2 · Dame blanche sur case noire d2 · Fou noir sur case blanche g2 · Pion blanc sur case noire h2 · Roi blanc sur case blanche b1 · Tour blanche sur case blanche d1 | Tour noire sur case noire f8 · Roi noir sur case noire e7 · Dame noire sur case noire b6 · Pion noir sur case blanche e6 · Pion noir sur case noire f6 · Pion noir sur case blanche d5 · Pion noir sur case blanche h5 · Pion noir sur case noire b4 · Tour blanche sur case noire d4 · Tour noire sur case blanche e4 · Fou blanc sur case blanche b3 · Pion blanc sur case noire g3 · Pion blanc sur case blanche a2 · Pion blanc sur case blanche c2 · Dame blanche sur case noire d2 · Fou noir sur case blanche g2 · Pion blanc sur case noire h2 · Roi blanc sur case blanche b1 · Tour blanche sur case blanche d1 | Tour noire sur case noire f8 · Roi noir sur case noire e7 · Dame noire sur case noire b6 · Pion noir sur case blanche e6 · Pion noir sur case noire f6 · Pion noir sur case blanche d5 · Pion noir sur case blanche h5 · Pion noir sur case noire b4 · Tour blanche sur case noire d4 · Tour noire sur case blanche e4 · Fou blanc sur case blanche b3 · Pion blanc sur case noire g3 · Pion blanc sur case blanche a2 · Pion blanc sur case blanche c2 · Dame blanche sur case noire d2 · Fou noir sur case blanche g2 · Pion blanc sur case noire h2 · Roi blanc sur case blanche b1 · Tour blanche sur case blanche d1 | 4 |
| 3 | Tour noire sur case noire f8 · Roi noir sur case noire e7 · Dame noire sur case noire b6 · Pion noir sur case blanche e6 · Pion noir sur case noire f6 · Pion noir sur case blanche d5 · Pion noir sur case blanche h5 · Pion noir sur case noire b4 · Tour blanche sur case noire d4 · Tour noire sur case blanche e4 · Fou blanc sur case blanche b3 · Pion blanc sur case noire g3 · Pion blanc sur case blanche a2 · Pion blanc sur case blanche c2 · Dame blanche sur case noire d2 · Fou noir sur case blanche g2 · Pion blanc sur case noire h2 · Roi blanc sur case blanche b1 · Tour blanche sur case blanche d1 | Tour noire sur case noire f8 · Roi noir sur case noire e7 · Dame noire sur case noire b6 · Pion noir sur case blanche e6 · Pion noir sur case noire f6 · Pion noir sur case blanche d5 · Pion noir sur case blanche h5 · Pion noir sur case noire b4 · Tour blanche sur case noire d4 · Tour noire sur case blanche e4 · Fou blanc sur case blanche b3 · Pion blanc sur case noire g3 · Pion blanc sur case blanche a2 · Pion blanc sur case blanche c2 · Dame blanche sur case noire d2 · Fou noir sur case blanche g2 · Pion blanc sur case noire h2 · Roi blanc sur case blanche b1 · Tour blanche sur case blanche d1 | Tour noire sur case noire f8 · Roi noir sur case noire e7 · Dame noire sur case noire b6 · Pion noir sur case blanche e6 · Pion noir sur case noire f6 · Pion noir sur case blanche d5 · Pion noir sur case blanche h5 · Pion noir sur case noire b4 · Tour blanche sur case noire d4 · Tour noire sur case blanche e4 · Fou blanc sur case blanche b3 · Pion blanc sur case noire g3 · Pion blanc sur case blanche a2 · Pion blanc sur case blanche c2 · Dame blanche sur case noire d2 · Fou noir sur case blanche g2 · Pion blanc sur case noire h2 · Roi blanc sur case blanche b1 · Tour blanche sur case blanche d1 | Tour noire sur case noire f8 · Roi noir sur case noire e7 · Dame noire sur case noire b6 · Pion noir sur case blanche e6 · Pion noir sur case noire f6 · Pion noir sur case blanche d5 · Pion noir sur case blanche h5 · Pion noir sur case noire b4 · Tour blanche sur case noire d4 · Tour noire sur case blanche e4 · Fou blanc sur case blanche b3 · Pion blanc sur case noire g3 · Pion blanc sur case blanche a2 · Pion blanc sur case blanche c2 · Dame blanche sur case noire d2 · Fou noir sur case blanche g2 · Pion blanc sur case noire h2 · Roi blanc sur case blanche b1 · Tour blanche sur case blanche d1 | Tour noire sur case noire f8 · Roi noir sur case noire e7 · Dame noire sur case noire b6 · Pion noir sur case blanche e6 · Pion noir sur case noire f6 · Pion noir sur case blanche d5 · Pion noir sur case blanche h5 · Pion noir sur case noire b4 · Tour blanche sur case noire d4 · Tour noire sur case blanche e4 · Fou blanc sur case blanche b3 · Pion blanc sur case noire g3 · Pion blanc sur case blanche a2 · Pion blanc sur case blanche c2 · Dame blanche sur case noire d2 · Fou noir sur case blanche g2 · Pion blanc sur case noire h2 · Roi blanc sur case blanche b1 · Tour blanche sur case blanche d1 | Tour noire sur case noire f8 · Roi noir sur case noire e7 · Dame noire sur case noire b6 · Pion noir sur case blanche e6 · Pion noir sur case noire f6 · Pion noir sur case blanche d5 · Pion noir sur case blanche h5 · Pion noir sur case noire b4 · Tour blanche sur case noire d4 · Tour noire sur case blanche e4 · Fou blanc sur case blanche b3 · Pion blanc sur case noire g3 · Pion blanc sur case blanche a2 · Pion blanc sur case blanche c2 · Dame blanche sur case noire d2 · Fou noir sur case blanche g2 · Pion blanc sur case noire h2 · Roi blanc sur case blanche b1 · Tour blanche sur case blanche d1 | Tour noire sur case noire f8 · Roi noir sur case noire e7 · Dame noire sur case noire b6 · Pion noir sur case blanche e6 · Pion noir sur case noire f6 · Pion noir sur case blanche d5 · Pion noir sur case blanche h5 · Pion noir sur case noire b4 · Tour blanche sur case noire d4 · Tour noire sur case blanche e4 · Fou blanc sur case blanche b3 · Pion blanc sur case noire g3 · Pion blanc sur case blanche a2 · Pion blanc sur case blanche c2 · Dame blanche sur case noire d2 · Fou noir sur case blanche g2 · Pion blanc sur case noire h2 · Roi blanc sur case blanche b1 · Tour blanche sur case blanche d1 | Tour noire sur case noire f8 · Roi noir sur case noire e7 · Dame noire sur case noire b6 · Pion noir sur case blanche e6 · Pion noir sur case noire f6 · Pion noir sur case blanche d5 · Pion noir sur case blanche h5 · Pion noir sur case noire b4 · Tour blanche sur case noire d4 · Tour noire sur case blanche e4 · Fou blanc sur case blanche b3 · Pion blanc sur case noire g3 · Pion blanc sur case blanche a2 · Pion blanc sur case blanche c2 · Dame blanche sur case noire d2 · Fou noir sur case blanche g2 · Pion blanc sur case noire h2 · Roi blanc sur case blanche b1 · Tour blanche sur case blanche d1 | 3 |
| 2 | Tour noire sur case noire f8 · Roi noir sur case noire e7 · Dame noire sur case noire b6 · Pion noir sur case blanche e6 · Pion noir sur case noire f6 · Pion noir sur case blanche d5 · Pion noir sur case blanche h5 · Pion noir sur case noire b4 · Tour blanche sur case noire d4 · Tour noire sur case blanche e4 · Fou blanc sur case blanche b3 · Pion blanc sur case noire g3 · Pion blanc sur case blanche a2 · Pion blanc sur case blanche c2 · Dame blanche sur case noire d2 · Fou noir sur case blanche g2 · Pion blanc sur case noire h2 · Roi blanc sur case blanche b1 · Tour blanche sur case blanche d1 | Tour noire sur case noire f8 · Roi noir sur case noire e7 · Dame noire sur case noire b6 · Pion noir sur case blanche e6 · Pion noir sur case noire f6 · Pion noir sur case blanche d5 · Pion noir sur case blanche h5 · Pion noir sur case noire b4 · Tour blanche sur case noire d4 · Tour noire sur case blanche e4 · Fou blanc sur case blanche b3 · Pion blanc sur case noire g3 · Pion blanc sur case blanche a2 · Pion blanc sur case blanche c2 · Dame blanche sur case noire d2 · Fou noir sur case blanche g2 · Pion blanc sur case noire h2 · Roi blanc sur case blanche b1 · Tour blanche sur case blanche d1 | Tour noire sur case noire f8 · Roi noir sur case noire e7 · Dame noire sur case noire b6 · Pion noir sur case blanche e6 · Pion noir sur case noire f6 · Pion noir sur case blanche d5 · Pion noir sur case blanche h5 · Pion noir sur case noire b4 · Tour blanche sur case noire d4 · Tour noire sur case blanche e4 · Fou blanc sur case blanche b3 · Pion blanc sur case noire g3 · Pion blanc sur case blanche a2 · Pion blanc sur case blanche c2 · Dame blanche sur case noire d2 · Fou noir sur case blanche g2 · Pion blanc sur case noire h2 · Roi blanc sur case blanche b1 · Tour blanche sur case blanche d1 | Tour noire sur case noire f8 · Roi noir sur case noire e7 · Dame noire sur case noire b6 · Pion noir sur case blanche e6 · Pion noir sur case noire f6 · Pion noir sur case blanche d5 · Pion noir sur case blanche h5 · Pion noir sur case noire b4 · Tour blanche sur case noire d4 · Tour noire sur case blanche e4 · Fou blanc sur case blanche b3 · Pion blanc sur case noire g3 · Pion blanc sur case blanche a2 · Pion blanc sur case blanche c2 · Dame blanche sur case noire d2 · Fou noir sur case blanche g2 · Pion blanc sur case noire h2 · Roi blanc sur case blanche b1 · Tour blanche sur case blanche d1 | Tour noire sur case noire f8 · Roi noir sur case noire e7 · Dame noire sur case noire b6 · Pion noir sur case blanche e6 · Pion noir sur case noire f6 · Pion noir sur case blanche d5 · Pion noir sur case blanche h5 · Pion noir sur case noire b4 · Tour blanche sur case noire d4 · Tour noire sur case blanche e4 · Fou blanc sur case blanche b3 · Pion blanc sur case noire g3 · Pion blanc sur case blanche a2 · Pion blanc sur case blanche c2 · Dame blanche sur case noire d2 · Fou noir sur case blanche g2 · Pion blanc sur case noire h2 · Roi blanc sur case blanche b1 · Tour blanche sur case blanche d1 | Tour noire sur case noire f8 · Roi noir sur case noire e7 · Dame noire sur case noire b6 · Pion noir sur case blanche e6 · Pion noir sur case noire f6 · Pion noir sur case blanche d5 · Pion noir sur case blanche h5 · Pion noir sur case noire b4 · Tour blanche sur case noire d4 · Tour noire sur case blanche e4 · Fou blanc sur case blanche b3 · Pion blanc sur case noire g3 · Pion blanc sur case blanche a2 · Pion blanc sur case blanche c2 · Dame blanche sur case noire d2 · Fou noir sur case blanche g2 · Pion blanc sur case noire h2 · Roi blanc sur case blanche b1 · Tour blanche sur case blanche d1 | Tour noire sur case noire f8 · Roi noir sur case noire e7 · Dame noire sur case noire b6 · Pion noir sur case blanche e6 · Pion noir sur case noire f6 · Pion noir sur case blanche d5 · Pion noir sur case blanche h5 · Pion noir sur case noire b4 · Tour blanche sur case noire d4 · Tour noire sur case blanche e4 · Fou blanc sur case blanche b3 · Pion blanc sur case noire g3 · Pion blanc sur case blanche a2 · Pion blanc sur case blanche c2 · Dame blanche sur case noire d2 · Fou noir sur case blanche g2 · Pion blanc sur case noire h2 · Roi blanc sur case blanche b1 · Tour blanche sur case blanche d1 | Tour noire sur case noire f8 · Roi noir sur case noire e7 · Dame noire sur case noire b6 · Pion noir sur case blanche e6 · Pion noir sur case noire f6 · Pion noir sur case blanche d5 · Pion noir sur case blanche h5 · Pion noir sur case noire b4 · Tour blanche sur case noire d4 · Tour noire sur case blanche e4 · Fou blanc sur case blanche b3 · Pion blanc sur case noire g3 · Pion blanc sur case blanche a2 · Pion blanc sur case blanche c2 · Dame blanche sur case noire d2 · Fou noir sur case blanche g2 · Pion blanc sur case noire h2 · Roi blanc sur case blanche b1 · Tour blanche sur case blanche d1 | 2 |
| 1 | Tour noire sur case noire f8 · Roi noir sur case noire e7 · Dame noire sur case noire b6 · Pion noir sur case blanche e6 · Pion noir sur case noire f6 · Pion noir sur case blanche d5 · Pion noir sur case blanche h5 · Pion noir sur case noire b4 · Tour blanche sur case noire d4 · Tour noire sur case blanche e4 · Fou blanc sur case blanche b3 · Pion blanc sur case noire g3 · Pion blanc sur case blanche a2 · Pion blanc sur case blanche c2 · Dame blanche sur case noire d2 · Fou noir sur case blanche g2 · Pion blanc sur case noire h2 · Roi blanc sur case blanche b1 · Tour blanche sur case blanche d1 | Tour noire sur case noire f8 · Roi noir sur case noire e7 · Dame noire sur case noire b6 · Pion noir sur case blanche e6 · Pion noir sur case noire f6 · Pion noir sur case blanche d5 · Pion noir sur case blanche h5 · Pion noir sur case noire b4 · Tour blanche sur case noire d4 · Tour noire sur case blanche e4 · Fou blanc sur case blanche b3 · Pion blanc sur case noire g3 · Pion blanc sur case blanche a2 · Pion blanc sur case blanche c2 · Dame blanche sur case noire d2 · Fou noir sur case blanche g2 · Pion blanc sur case noire h2 · Roi blanc sur case blanche b1 · Tour blanche sur case blanche d1 | Tour noire sur case noire f8 · Roi noir sur case noire e7 · Dame noire sur case noire b6 · Pion noir sur case blanche e6 · Pion noir sur case noire f6 · Pion noir sur case blanche d5 · Pion noir sur case blanche h5 · Pion noir sur case noire b4 · Tour blanche sur case noire d4 · Tour noire sur case blanche e4 · Fou blanc sur case blanche b3 · Pion blanc sur case noire g3 · Pion blanc sur case blanche a2 · Pion blanc sur case blanche c2 · Dame blanche sur case noire d2 · Fou noir sur case blanche g2 · Pion blanc sur case noire h2 · Roi blanc sur case blanche b1 · Tour blanche sur case blanche d1 | Tour noire sur case noire f8 · Roi noir sur case noire e7 · Dame noire sur case noire b6 · Pion noir sur case blanche e6 · Pion noir sur case noire f6 · Pion noir sur case blanche d5 · Pion noir sur case blanche h5 · Pion noir sur case noire b4 · Tour blanche sur case noire d4 · Tour noire sur case blanche e4 · Fou blanc sur case blanche b3 · Pion blanc sur case noire g3 · Pion blanc sur case blanche a2 · Pion blanc sur case blanche c2 · Dame blanche sur case noire d2 · Fou noir sur case blanche g2 · Pion blanc sur case noire h2 · Roi blanc sur case blanche b1 · Tour blanche sur case blanche d1 | Tour noire sur case noire f8 · Roi noir sur case noire e7 · Dame noire sur case noire b6 · Pion noir sur case blanche e6 · Pion noir sur case noire f6 · Pion noir sur case blanche d5 · Pion noir sur case blanche h5 · Pion noir sur case noire b4 · Tour blanche sur case noire d4 · Tour noire sur case blanche e4 · Fou blanc sur case blanche b3 · Pion blanc sur case noire g3 · Pion blanc sur case blanche a2 · Pion blanc sur case blanche c2 · Dame blanche sur case noire d2 · Fou noir sur case blanche g2 · Pion blanc sur case noire h2 · Roi blanc sur case blanche b1 · Tour blanche sur case blanche d1 | Tour noire sur case noire f8 · Roi noir sur case noire e7 · Dame noire sur case noire b6 · Pion noir sur case blanche e6 · Pion noir sur case noire f6 · Pion noir sur case blanche d5 · Pion noir sur case blanche h5 · Pion noir sur case noire b4 · Tour blanche sur case noire d4 · Tour noire sur case blanche e4 · Fou blanc sur case blanche b3 · Pion blanc sur case noire g3 · Pion blanc sur case blanche a2 · Pion blanc sur case blanche c2 · Dame blanche sur case noire d2 · Fou noir sur case blanche g2 · Pion blanc sur case noire h2 · Roi blanc sur case blanche b1 · Tour blanche sur case blanche d1 | Tour noire sur case noire f8 · Roi noir sur case noire e7 · Dame noire sur case noire b6 · Pion noir sur case blanche e6 · Pion noir sur case noire f6 · Pion noir sur case blanche d5 · Pion noir sur case blanche h5 · Pion noir sur case noire b4 · Tour blanche sur case noire d4 · Tour noire sur case blanche e4 · Fou blanc sur case blanche b3 · Pion blanc sur case noire g3 · Pion blanc sur case blanche a2 · Pion blanc sur case blanche c2 · Dame blanche sur case noire d2 · Fou noir sur case blanche g2 · Pion blanc sur case noire h2 · Roi blanc sur case blanche b1 · Tour blanche sur case blanche d1 | Tour noire sur case noire f8 · Roi noir sur case noire e7 · Dame noire sur case noire b6 · Pion noir sur case blanche e6 · Pion noir sur case noire f6 · Pion noir sur case blanche d5 · Pion noir sur case blanche h5 · Pion noir sur case noire b4 · Tour blanche sur case noire d4 · Tour noire sur case blanche e4 · Fou blanc sur case blanche b3 · Pion blanc sur case noire g3 · Pion blanc sur case blanche a2 · Pion blanc sur case blanche c2 · Dame blanche sur case noire d2 · Fou noir sur case blanche g2 · Pion blanc sur case noire h2 · Roi blanc sur case blanche b1 · Tour blanche sur case blanche d1 | 1 |
|   | a | b | c | d | e | f | g | h |   |

Lors de la dernière ronde, Kariakine et Caruana, qui partagent alors la tête du classement, s'affrontent.  Caruana doit vaincre pour l'emporter au départage.  Une nulle suffit pour Kariakine.  Au trente-septième coup, Kariakine trouve un sacrifice de tour lui assurant la victoire et la qualification pour la finale de novembre 2016 contre Magnus Carlsen.
1.e4 c5 2.Cf3 Cc6 3.d4 cxd4 4.Cxd4 Cf6 5.Cc3 d6 6.Fg5 e6 7.Dd2 a6 8.O-O-O Fd7 9.f4 h6 10.Fh4 b5 11.Fxf6 gxf6 12.f5 DF6 13.fxe6 fxe6 14.Cxc6 Dxc6 15.Fd3 h5 16.RF1 F4 17.Ce2 Dc5 18.Thf1 Fh6 19.De1 a5 20.F3 Tg8 21.g3 Re7 22.Fc4 Fe3 23.Tf3 Tg4 24.Df1 Tf8 25.Cf4 Fxf4 26.Txf4 a4 27.Fxa4 Fxa4 28.Dd3 Fc6 29.FF3 Tg5 30.e5 Txe5 31.Tc4 Td5 32.De2 DF6 33.Th4 Te5 34.Dd3 Fg2 35.Td4 d5 36.Dd2 Te4 {cf. diagramme} 37.Txd5 exd5 38.Dxd5 Dc7 39.Df5 Tf7 40.Fxf7 De5 41.Td7+ Rf8 42.Td8+ 1-0

## Le championnat du monde entre Carlsen et Kariakine

### Organisation

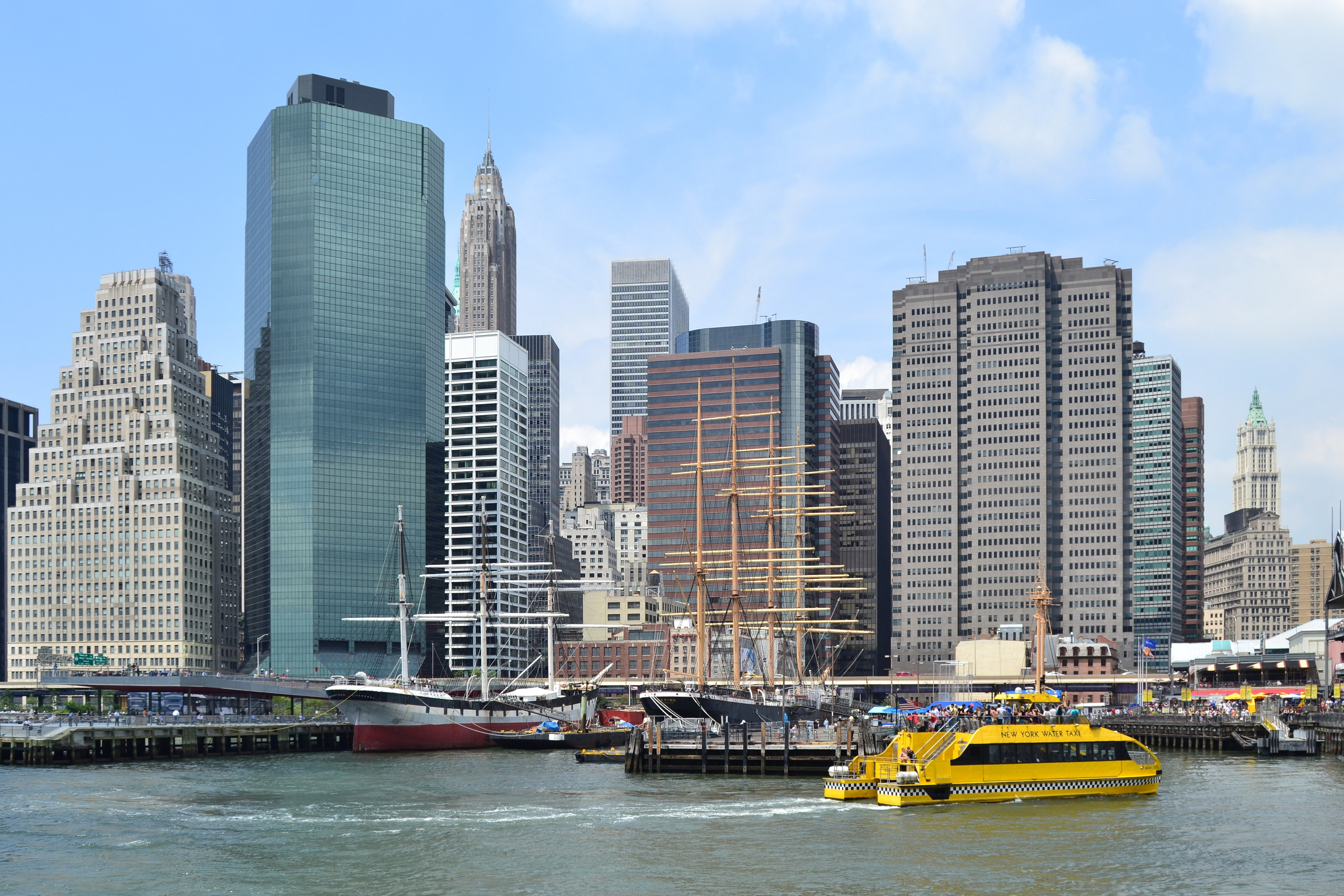
Vue du port maritime de South Street, le lieu du championnat du monde 2016.

Le match était organisé par la FIDE, la fédération internationale des échecs, les droits étant accordés à la société américaine Agon Limited (en), le partenaire commercial de la FIDE. La compétition se déroula du 11 au 30 novembre dans le Fulton Market Building rénové (anciennement Fulton Fish Market) dans le quartier du port maritime de South Street dans le sud-est de Manhattan à New York, le gagnant remportant un prix d'un million d'euros. L'arbitre en chef était le Grec Takis Nikolopoulos.
Les adversaires disputèrent douze parties classiques, du 11 au 28 novembre 2016, qui furent suivies de quatre parties de départage le 30 novembre 2016.

### Secondants
Les secondants de Kariakine sont Iouri Dokhoïan, Vladimir Potkine, Alexandre Motylev et Shakhriyar Mamedyarov.

### Règlement
Les règles ont été fixées par la FIDE. Les nulles ne sont pas autorisées avant le 30e coup, à l'exception de la triple répétition de la position. La cadence est fixée à 40 coups en 100 minutes, après quoi se rajoutent 50 minutes supplémentaires, puis 15 minutes de plus au 60e coup, avec un incrément de 30 secondes par coup tout le long de la partie.
Si les parties longues n'ont pas permis de départager les deux joueurs, des parties rapides sont effectuées voire — en cas de nouvelle égalité — des parties de blitz.
Le règlement du départage est le suivant : 
- quatre parties rapides disputées à la cadence de 25 minutes + 10 secondes par coup ;
- si nouvelle égalité : deux parties de blitz de 5 minutes + 3 secondes par coup ;
- si nouvelle égalité : une partie mort subite, dite Armageddon, est effectuée : les noirs ont 4 minutes, les blancs ont 5 minutes, une partie nulle entraîne la victoire des noirs.

### Résultats des parties longues
| Partie | Date        | Carlsen | Kariakine | Ouverture (Code ECO)                           | Nombre de coups | Score                    |
| ------ | ----------- | ------- | --------- | ---------------------------------------------- | --------------- | ------------------------ |
| 1      | 11 novembre | ♔ ½     | ♚ ½       | Attaque Trompowsky (D00)                       | 42              | Égalité 0,5 – 0,5        |
| 2      | 12 novembre | ♚ ½     | ♔ ½       | Partie espagnole (C84)                         | 33              | Égalité 1 – 1            |
| 3      | 14 novembre | ♔ ½     | ♚ ½       | Espagnole berlinoise (C67)                     | 78              | Égalité 1,5 – 1,5        |
| 4      | 15 novembre | ♚ ½     | ♔ ½       | Espagnole fermée (C88)                         | 94              | Égalité 2 – 2            |
| 5      | 17 novembre | ♔ ½     | ♚ ½       | Partie italienne (C54)                         | 51              | Égalité 2,5 – 2,5        |
| 6      | 18 novembre | ♚ ½     | ♔ ½       | Partie espagnole (C88)                         | 32              | Égalité 3 – 3            |
| 7      | 20 novembre | ♚ ½     | ♔ ½       | Gambit dame accepté (D27) (par transposition,) | 33              | Égalité 3,5 – 3,5        |
| 8      | 21 novembre | ♔ 0     | ♚ 1       | Système Colle-Zukertort (D05)                  | 52              | Kariakine mène 4,5 à 3,5 |
| 9      | 23 novembre | ♚ ½     | ♔ ½       | Espagnole néo-Arkhangelsk (C78)                | 74              | Kariakine mène 5 à 4     |
| 10     | 24 novembre | ♔ 1     | ♚ 0       | Espagnole berlinoise (C67)                     | 75              | Égalité 5 – 5            |
| 11     | 26 novembre | ♚ ½     | ♔ ½       | Espagnole fermée (C88)                         | 34              | Égalité 5,5 – 5,5        |
| 12     | 28 novembre | ♔ ½     | ♚ ½       | Espagnole berlinoise (C67)                     | 30              | Égalité 6 – 6            |

#### Parties longues notables
|   | a | b | c | d | e | f | g | h |   |
| 8 | Fou noir sur case noire f8 · Pion noir sur case blanche d7 · Pion noir sur case blanche h7 · Roi noir sur case noire f6 · Pion noir sur case blanche b5 · Pion noir sur case noire c5 · Pion noir sur case blanche f5 · Pion blanc sur case noire d4 · Pion blanc sur case noire f4 · Pion blanc sur case blanche b3 · Cavalier blanc sur case noire e3 · Roi blanc sur case blanche f3 · Tour noire sur case blanche a2 · Pion blanc sur case blanche c2 · Pion blanc sur case noire h2 · Tour blanche sur case noire g1 | Fou noir sur case noire f8 · Pion noir sur case blanche d7 · Pion noir sur case blanche h7 · Roi noir sur case noire f6 · Pion noir sur case blanche b5 · Pion noir sur case noire c5 · Pion noir sur case blanche f5 · Pion blanc sur case noire d4 · Pion blanc sur case noire f4 · Pion blanc sur case blanche b3 · Cavalier blanc sur case noire e3 · Roi blanc sur case blanche f3 · Tour noire sur case blanche a2 · Pion blanc sur case blanche c2 · Pion blanc sur case noire h2 · Tour blanche sur case noire g1 | Fou noir sur case noire f8 · Pion noir sur case blanche d7 · Pion noir sur case blanche h7 · Roi noir sur case noire f6 · Pion noir sur case blanche b5 · Pion noir sur case noire c5 · Pion noir sur case blanche f5 · Pion blanc sur case noire d4 · Pion blanc sur case noire f4 · Pion blanc sur case blanche b3 · Cavalier blanc sur case noire e3 · Roi blanc sur case blanche f3 · Tour noire sur case blanche a2 · Pion blanc sur case blanche c2 · Pion blanc sur case noire h2 · Tour blanche sur case noire g1 | Fou noir sur case noire f8 · Pion noir sur case blanche d7 · Pion noir sur case blanche h7 · Roi noir sur case noire f6 · Pion noir sur case blanche b5 · Pion noir sur case noire c5 · Pion noir sur case blanche f5 · Pion blanc sur case noire d4 · Pion blanc sur case noire f4 · Pion blanc sur case blanche b3 · Cavalier blanc sur case noire e3 · Roi blanc sur case blanche f3 · Tour noire sur case blanche a2 · Pion blanc sur case blanche c2 · Pion blanc sur case noire h2 · Tour blanche sur case noire g1 | Fou noir sur case noire f8 · Pion noir sur case blanche d7 · Pion noir sur case blanche h7 · Roi noir sur case noire f6 · Pion noir sur case blanche b5 · Pion noir sur case noire c5 · Pion noir sur case blanche f5 · Pion blanc sur case noire d4 · Pion blanc sur case noire f4 · Pion blanc sur case blanche b3 · Cavalier blanc sur case noire e3 · Roi blanc sur case blanche f3 · Tour noire sur case blanche a2 · Pion blanc sur case blanche c2 · Pion blanc sur case noire h2 · Tour blanche sur case noire g1 | Fou noir sur case noire f8 · Pion noir sur case blanche d7 · Pion noir sur case blanche h7 · Roi noir sur case noire f6 · Pion noir sur case blanche b5 · Pion noir sur case noire c5 · Pion noir sur case blanche f5 · Pion blanc sur case noire d4 · Pion blanc sur case noire f4 · Pion blanc sur case blanche b3 · Cavalier blanc sur case noire e3 · Roi blanc sur case blanche f3 · Tour noire sur case blanche a2 · Pion blanc sur case blanche c2 · Pion blanc sur case noire h2 · Tour blanche sur case noire g1 | Fou noir sur case noire f8 · Pion noir sur case blanche d7 · Pion noir sur case blanche h7 · Roi noir sur case noire f6 · Pion noir sur case blanche b5 · Pion noir sur case noire c5 · Pion noir sur case blanche f5 · Pion blanc sur case noire d4 · Pion blanc sur case noire f4 · Pion blanc sur case blanche b3 · Cavalier blanc sur case noire e3 · Roi blanc sur case blanche f3 · Tour noire sur case blanche a2 · Pion blanc sur case blanche c2 · Pion blanc sur case noire h2 · Tour blanche sur case noire g1 | Fou noir sur case noire f8 · Pion noir sur case blanche d7 · Pion noir sur case blanche h7 · Roi noir sur case noire f6 · Pion noir sur case blanche b5 · Pion noir sur case noire c5 · Pion noir sur case blanche f5 · Pion blanc sur case noire d4 · Pion blanc sur case noire f4 · Pion blanc sur case blanche b3 · Cavalier blanc sur case noire e3 · Roi blanc sur case blanche f3 · Tour noire sur case blanche a2 · Pion blanc sur case blanche c2 · Pion blanc sur case noire h2 · Tour blanche sur case noire g1 | 8 |
| 7 | Fou noir sur case noire f8 · Pion noir sur case blanche d7 · Pion noir sur case blanche h7 · Roi noir sur case noire f6 · Pion noir sur case blanche b5 · Pion noir sur case noire c5 · Pion noir sur case blanche f5 · Pion blanc sur case noire d4 · Pion blanc sur case noire f4 · Pion blanc sur case blanche b3 · Cavalier blanc sur case noire e3 · Roi blanc sur case blanche f3 · Tour noire sur case blanche a2 · Pion blanc sur case blanche c2 · Pion blanc sur case noire h2 · Tour blanche sur case noire g1 | Fou noir sur case noire f8 · Pion noir sur case blanche d7 · Pion noir sur case blanche h7 · Roi noir sur case noire f6 · Pion noir sur case blanche b5 · Pion noir sur case noire c5 · Pion noir sur case blanche f5 · Pion blanc sur case noire d4 · Pion blanc sur case noire f4 · Pion blanc sur case blanche b3 · Cavalier blanc sur case noire e3 · Roi blanc sur case blanche f3 · Tour noire sur case blanche a2 · Pion blanc sur case blanche c2 · Pion blanc sur case noire h2 · Tour blanche sur case noire g1 | Fou noir sur case noire f8 · Pion noir sur case blanche d7 · Pion noir sur case blanche h7 · Roi noir sur case noire f6 · Pion noir sur case blanche b5 · Pion noir sur case noire c5 · Pion noir sur case blanche f5 · Pion blanc sur case noire d4 · Pion blanc sur case noire f4 · Pion blanc sur case blanche b3 · Cavalier blanc sur case noire e3 · Roi blanc sur case blanche f3 · Tour noire sur case blanche a2 · Pion blanc sur case blanche c2 · Pion blanc sur case noire h2 · Tour blanche sur case noire g1 | Fou noir sur case noire f8 · Pion noir sur case blanche d7 · Pion noir sur case blanche h7 · Roi noir sur case noire f6 · Pion noir sur case blanche b5 · Pion noir sur case noire c5 · Pion noir sur case blanche f5 · Pion blanc sur case noire d4 · Pion blanc sur case noire f4 · Pion blanc sur case blanche b3 · Cavalier blanc sur case noire e3 · Roi blanc sur case blanche f3 · Tour noire sur case blanche a2 · Pion blanc sur case blanche c2 · Pion blanc sur case noire h2 · Tour blanche sur case noire g1 | Fou noir sur case noire f8 · Pion noir sur case blanche d7 · Pion noir sur case blanche h7 · Roi noir sur case noire f6 · Pion noir sur case blanche b5 · Pion noir sur case noire c5 · Pion noir sur case blanche f5 · Pion blanc sur case noire d4 · Pion blanc sur case noire f4 · Pion blanc sur case blanche b3 · Cavalier blanc sur case noire e3 · Roi blanc sur case blanche f3 · Tour noire sur case blanche a2 · Pion blanc sur case blanche c2 · Pion blanc sur case noire h2 · Tour blanche sur case noire g1 | Fou noir sur case noire f8 · Pion noir sur case blanche d7 · Pion noir sur case blanche h7 · Roi noir sur case noire f6 · Pion noir sur case blanche b5 · Pion noir sur case noire c5 · Pion noir sur case blanche f5 · Pion blanc sur case noire d4 · Pion blanc sur case noire f4 · Pion blanc sur case blanche b3 · Cavalier blanc sur case noire e3 · Roi blanc sur case blanche f3 · Tour noire sur case blanche a2 · Pion blanc sur case blanche c2 · Pion blanc sur case noire h2 · Tour blanche sur case noire g1 | Fou noir sur case noire f8 · Pion noir sur case blanche d7 · Pion noir sur case blanche h7 · Roi noir sur case noire f6 · Pion noir sur case blanche b5 · Pion noir sur case noire c5 · Pion noir sur case blanche f5 · Pion blanc sur case noire d4 · Pion blanc sur case noire f4 · Pion blanc sur case blanche b3 · Cavalier blanc sur case noire e3 · Roi blanc sur case blanche f3 · Tour noire sur case blanche a2 · Pion blanc sur case blanche c2 · Pion blanc sur case noire h2 · Tour blanche sur case noire g1 | Fou noir sur case noire f8 · Pion noir sur case blanche d7 · Pion noir sur case blanche h7 · Roi noir sur case noire f6 · Pion noir sur case blanche b5 · Pion noir sur case noire c5 · Pion noir sur case blanche f5 · Pion blanc sur case noire d4 · Pion blanc sur case noire f4 · Pion blanc sur case blanche b3 · Cavalier blanc sur case noire e3 · Roi blanc sur case blanche f3 · Tour noire sur case blanche a2 · Pion blanc sur case blanche c2 · Pion blanc sur case noire h2 · Tour blanche sur case noire g1 | 7 |
| 6 | Fou noir sur case noire f8 · Pion noir sur case blanche d7 · Pion noir sur case blanche h7 · Roi noir sur case noire f6 · Pion noir sur case blanche b5 · Pion noir sur case noire c5 · Pion noir sur case blanche f5 · Pion blanc sur case noire d4 · Pion blanc sur case noire f4 · Pion blanc sur case blanche b3 · Cavalier blanc sur case noire e3 · Roi blanc sur case blanche f3 · Tour noire sur case blanche a2 · Pion blanc sur case blanche c2 · Pion blanc sur case noire h2 · Tour blanche sur case noire g1 | Fou noir sur case noire f8 · Pion noir sur case blanche d7 · Pion noir sur case blanche h7 · Roi noir sur case noire f6 · Pion noir sur case blanche b5 · Pion noir sur case noire c5 · Pion noir sur case blanche f5 · Pion blanc sur case noire d4 · Pion blanc sur case noire f4 · Pion blanc sur case blanche b3 · Cavalier blanc sur case noire e3 · Roi blanc sur case blanche f3 · Tour noire sur case blanche a2 · Pion blanc sur case blanche c2 · Pion blanc sur case noire h2 · Tour blanche sur case noire g1 | Fou noir sur case noire f8 · Pion noir sur case blanche d7 · Pion noir sur case blanche h7 · Roi noir sur case noire f6 · Pion noir sur case blanche b5 · Pion noir sur case noire c5 · Pion noir sur case blanche f5 · Pion blanc sur case noire d4 · Pion blanc sur case noire f4 · Pion blanc sur case blanche b3 · Cavalier blanc sur case noire e3 · Roi blanc sur case blanche f3 · Tour noire sur case blanche a2 · Pion blanc sur case blanche c2 · Pion blanc sur case noire h2 · Tour blanche sur case noire g1 | Fou noir sur case noire f8 · Pion noir sur case blanche d7 · Pion noir sur case blanche h7 · Roi noir sur case noire f6 · Pion noir sur case blanche b5 · Pion noir sur case noire c5 · Pion noir sur case blanche f5 · Pion blanc sur case noire d4 · Pion blanc sur case noire f4 · Pion blanc sur case blanche b3 · Cavalier blanc sur case noire e3 · Roi blanc sur case blanche f3 · Tour noire sur case blanche a2 · Pion blanc sur case blanche c2 · Pion blanc sur case noire h2 · Tour blanche sur case noire g1 | Fou noir sur case noire f8 · Pion noir sur case blanche d7 · Pion noir sur case blanche h7 · Roi noir sur case noire f6 · Pion noir sur case blanche b5 · Pion noir sur case noire c5 · Pion noir sur case blanche f5 · Pion blanc sur case noire d4 · Pion blanc sur case noire f4 · Pion blanc sur case blanche b3 · Cavalier blanc sur case noire e3 · Roi blanc sur case blanche f3 · Tour noire sur case blanche a2 · Pion blanc sur case blanche c2 · Pion blanc sur case noire h2 · Tour blanche sur case noire g1 | Fou noir sur case noire f8 · Pion noir sur case blanche d7 · Pion noir sur case blanche h7 · Roi noir sur case noire f6 · Pion noir sur case blanche b5 · Pion noir sur case noire c5 · Pion noir sur case blanche f5 · Pion blanc sur case noire d4 · Pion blanc sur case noire f4 · Pion blanc sur case blanche b3 · Cavalier blanc sur case noire e3 · Roi blanc sur case blanche f3 · Tour noire sur case blanche a2 · Pion blanc sur case blanche c2 · Pion blanc sur case noire h2 · Tour blanche sur case noire g1 | Fou noir sur case noire f8 · Pion noir sur case blanche d7 · Pion noir sur case blanche h7 · Roi noir sur case noire f6 · Pion noir sur case blanche b5 · Pion noir sur case noire c5 · Pion noir sur case blanche f5 · Pion blanc sur case noire d4 · Pion blanc sur case noire f4 · Pion blanc sur case blanche b3 · Cavalier blanc sur case noire e3 · Roi blanc sur case blanche f3 · Tour noire sur case blanche a2 · Pion blanc sur case blanche c2 · Pion blanc sur case noire h2 · Tour blanche sur case noire g1 | Fou noir sur case noire f8 · Pion noir sur case blanche d7 · Pion noir sur case blanche h7 · Roi noir sur case noire f6 · Pion noir sur case blanche b5 · Pion noir sur case noire c5 · Pion noir sur case blanche f5 · Pion blanc sur case noire d4 · Pion blanc sur case noire f4 · Pion blanc sur case blanche b3 · Cavalier blanc sur case noire e3 · Roi blanc sur case blanche f3 · Tour noire sur case blanche a2 · Pion blanc sur case blanche c2 · Pion blanc sur case noire h2 · Tour blanche sur case noire g1 | 6 |
| 5 | Fou noir sur case noire f8 · Pion noir sur case blanche d7 · Pion noir sur case blanche h7 · Roi noir sur case noire f6 · Pion noir sur case blanche b5 · Pion noir sur case noire c5 · Pion noir sur case blanche f5 · Pion blanc sur case noire d4 · Pion blanc sur case noire f4 · Pion blanc sur case blanche b3 · Cavalier blanc sur case noire e3 · Roi blanc sur case blanche f3 · Tour noire sur case blanche a2 · Pion blanc sur case blanche c2 · Pion blanc sur case noire h2 · Tour blanche sur case noire g1 | Fou noir sur case noire f8 · Pion noir sur case blanche d7 · Pion noir sur case blanche h7 · Roi noir sur case noire f6 · Pion noir sur case blanche b5 · Pion noir sur case noire c5 · Pion noir sur case blanche f5 · Pion blanc sur case noire d4 · Pion blanc sur case noire f4 · Pion blanc sur case blanche b3 · Cavalier blanc sur case noire e3 · Roi blanc sur case blanche f3 · Tour noire sur case blanche a2 · Pion blanc sur case blanche c2 · Pion blanc sur case noire h2 · Tour blanche sur case noire g1 | Fou noir sur case noire f8 · Pion noir sur case blanche d7 · Pion noir sur case blanche h7 · Roi noir sur case noire f6 · Pion noir sur case blanche b5 · Pion noir sur case noire c5 · Pion noir sur case blanche f5 · Pion blanc sur case noire d4 · Pion blanc sur case noire f4 · Pion blanc sur case blanche b3 · Cavalier blanc sur case noire e3 · Roi blanc sur case blanche f3 · Tour noire sur case blanche a2 · Pion blanc sur case blanche c2 · Pion blanc sur case noire h2 · Tour blanche sur case noire g1 | Fou noir sur case noire f8 · Pion noir sur case blanche d7 · Pion noir sur case blanche h7 · Roi noir sur case noire f6 · Pion noir sur case blanche b5 · Pion noir sur case noire c5 · Pion noir sur case blanche f5 · Pion blanc sur case noire d4 · Pion blanc sur case noire f4 · Pion blanc sur case blanche b3 · Cavalier blanc sur case noire e3 · Roi blanc sur case blanche f3 · Tour noire sur case blanche a2 · Pion blanc sur case blanche c2 · Pion blanc sur case noire h2 · Tour blanche sur case noire g1 | Fou noir sur case noire f8 · Pion noir sur case blanche d7 · Pion noir sur case blanche h7 · Roi noir sur case noire f6 · Pion noir sur case blanche b5 · Pion noir sur case noire c5 · Pion noir sur case blanche f5 · Pion blanc sur case noire d4 · Pion blanc sur case noire f4 · Pion blanc sur case blanche b3 · Cavalier blanc sur case noire e3 · Roi blanc sur case blanche f3 · Tour noire sur case blanche a2 · Pion blanc sur case blanche c2 · Pion blanc sur case noire h2 · Tour blanche sur case noire g1 | Fou noir sur case noire f8 · Pion noir sur case blanche d7 · Pion noir sur case blanche h7 · Roi noir sur case noire f6 · Pion noir sur case blanche b5 · Pion noir sur case noire c5 · Pion noir sur case blanche f5 · Pion blanc sur case noire d4 · Pion blanc sur case noire f4 · Pion blanc sur case blanche b3 · Cavalier blanc sur case noire e3 · Roi blanc sur case blanche f3 · Tour noire sur case blanche a2 · Pion blanc sur case blanche c2 · Pion blanc sur case noire h2 · Tour blanche sur case noire g1 | Fou noir sur case noire f8 · Pion noir sur case blanche d7 · Pion noir sur case blanche h7 · Roi noir sur case noire f6 · Pion noir sur case blanche b5 · Pion noir sur case noire c5 · Pion noir sur case blanche f5 · Pion blanc sur case noire d4 · Pion blanc sur case noire f4 · Pion blanc sur case blanche b3 · Cavalier blanc sur case noire e3 · Roi blanc sur case blanche f3 · Tour noire sur case blanche a2 · Pion blanc sur case blanche c2 · Pion blanc sur case noire h2 · Tour blanche sur case noire g1 | Fou noir sur case noire f8 · Pion noir sur case blanche d7 · Pion noir sur case blanche h7 · Roi noir sur case noire f6 · Pion noir sur case blanche b5 · Pion noir sur case noire c5 · Pion noir sur case blanche f5 · Pion blanc sur case noire d4 · Pion blanc sur case noire f4 · Pion blanc sur case blanche b3 · Cavalier blanc sur case noire e3 · Roi blanc sur case blanche f3 · Tour noire sur case blanche a2 · Pion blanc sur case blanche c2 · Pion blanc sur case noire h2 · Tour blanche sur case noire g1 | 5 |
| 4 | Fou noir sur case noire f8 · Pion noir sur case blanche d7 · Pion noir sur case blanche h7 · Roi noir sur case noire f6 · Pion noir sur case blanche b5 · Pion noir sur case noire c5 · Pion noir sur case blanche f5 · Pion blanc sur case noire d4 · Pion blanc sur case noire f4 · Pion blanc sur case blanche b3 · Cavalier blanc sur case noire e3 · Roi blanc sur case blanche f3 · Tour noire sur case blanche a2 · Pion blanc sur case blanche c2 · Pion blanc sur case noire h2 · Tour blanche sur case noire g1 | Fou noir sur case noire f8 · Pion noir sur case blanche d7 · Pion noir sur case blanche h7 · Roi noir sur case noire f6 · Pion noir sur case blanche b5 · Pion noir sur case noire c5 · Pion noir sur case blanche f5 · Pion blanc sur case noire d4 · Pion blanc sur case noire f4 · Pion blanc sur case blanche b3 · Cavalier blanc sur case noire e3 · Roi blanc sur case blanche f3 · Tour noire sur case blanche a2 · Pion blanc sur case blanche c2 · Pion blanc sur case noire h2 · Tour blanche sur case noire g1 | Fou noir sur case noire f8 · Pion noir sur case blanche d7 · Pion noir sur case blanche h7 · Roi noir sur case noire f6 · Pion noir sur case blanche b5 · Pion noir sur case noire c5 · Pion noir sur case blanche f5 · Pion blanc sur case noire d4 · Pion blanc sur case noire f4 · Pion blanc sur case blanche b3 · Cavalier blanc sur case noire e3 · Roi blanc sur case blanche f3 · Tour noire sur case blanche a2 · Pion blanc sur case blanche c2 · Pion blanc sur case noire h2 · Tour blanche sur case noire g1 | Fou noir sur case noire f8 · Pion noir sur case blanche d7 · Pion noir sur case blanche h7 · Roi noir sur case noire f6 · Pion noir sur case blanche b5 · Pion noir sur case noire c5 · Pion noir sur case blanche f5 · Pion blanc sur case noire d4 · Pion blanc sur case noire f4 · Pion blanc sur case blanche b3 · Cavalier blanc sur case noire e3 · Roi blanc sur case blanche f3 · Tour noire sur case blanche a2 · Pion blanc sur case blanche c2 · Pion blanc sur case noire h2 · Tour blanche sur case noire g1 | Fou noir sur case noire f8 · Pion noir sur case blanche d7 · Pion noir sur case blanche h7 · Roi noir sur case noire f6 · Pion noir sur case blanche b5 · Pion noir sur case noire c5 · Pion noir sur case blanche f5 · Pion blanc sur case noire d4 · Pion blanc sur case noire f4 · Pion blanc sur case blanche b3 · Cavalier blanc sur case noire e3 · Roi blanc sur case blanche f3 · Tour noire sur case blanche a2 · Pion blanc sur case blanche c2 · Pion blanc sur case noire h2 · Tour blanche sur case noire g1 | Fou noir sur case noire f8 · Pion noir sur case blanche d7 · Pion noir sur case blanche h7 · Roi noir sur case noire f6 · Pion noir sur case blanche b5 · Pion noir sur case noire c5 · Pion noir sur case blanche f5 · Pion blanc sur case noire d4 · Pion blanc sur case noire f4 · Pion blanc sur case blanche b3 · Cavalier blanc sur case noire e3 · Roi blanc sur case blanche f3 · Tour noire sur case blanche a2 · Pion blanc sur case blanche c2 · Pion blanc sur case noire h2 · Tour blanche sur case noire g1 | Fou noir sur case noire f8 · Pion noir sur case blanche d7 · Pion noir sur case blanche h7 · Roi noir sur case noire f6 · Pion noir sur case blanche b5 · Pion noir sur case noire c5 · Pion noir sur case blanche f5 · Pion blanc sur case noire d4 · Pion blanc sur case noire f4 · Pion blanc sur case blanche b3 · Cavalier blanc sur case noire e3 · Roi blanc sur case blanche f3 · Tour noire sur case blanche a2 · Pion blanc sur case blanche c2 · Pion blanc sur case noire h2 · Tour blanche sur case noire g1 | Fou noir sur case noire f8 · Pion noir sur case blanche d7 · Pion noir sur case blanche h7 · Roi noir sur case noire f6 · Pion noir sur case blanche b5 · Pion noir sur case noire c5 · Pion noir sur case blanche f5 · Pion blanc sur case noire d4 · Pion blanc sur case noire f4 · Pion blanc sur case blanche b3 · Cavalier blanc sur case noire e3 · Roi blanc sur case blanche f3 · Tour noire sur case blanche a2 · Pion blanc sur case blanche c2 · Pion blanc sur case noire h2 · Tour blanche sur case noire g1 | 4 |
| 3 | Fou noir sur case noire f8 · Pion noir sur case blanche d7 · Pion noir sur case blanche h7 · Roi noir sur case noire f6 · Pion noir sur case blanche b5 · Pion noir sur case noire c5 · Pion noir sur case blanche f5 · Pion blanc sur case noire d4 · Pion blanc sur case noire f4 · Pion blanc sur case blanche b3 · Cavalier blanc sur case noire e3 · Roi blanc sur case blanche f3 · Tour noire sur case blanche a2 · Pion blanc sur case blanche c2 · Pion blanc sur case noire h2 · Tour blanche sur case noire g1 | Fou noir sur case noire f8 · Pion noir sur case blanche d7 · Pion noir sur case blanche h7 · Roi noir sur case noire f6 · Pion noir sur case blanche b5 · Pion noir sur case noire c5 · Pion noir sur case blanche f5 · Pion blanc sur case noire d4 · Pion blanc sur case noire f4 · Pion blanc sur case blanche b3 · Cavalier blanc sur case noire e3 · Roi blanc sur case blanche f3 · Tour noire sur case blanche a2 · Pion blanc sur case blanche c2 · Pion blanc sur case noire h2 · Tour blanche sur case noire g1 | Fou noir sur case noire f8 · Pion noir sur case blanche d7 · Pion noir sur case blanche h7 · Roi noir sur case noire f6 · Pion noir sur case blanche b5 · Pion noir sur case noire c5 · Pion noir sur case blanche f5 · Pion blanc sur case noire d4 · Pion blanc sur case noire f4 · Pion blanc sur case blanche b3 · Cavalier blanc sur case noire e3 · Roi blanc sur case blanche f3 · Tour noire sur case blanche a2 · Pion blanc sur case blanche c2 · Pion blanc sur case noire h2 · Tour blanche sur case noire g1 | Fou noir sur case noire f8 · Pion noir sur case blanche d7 · Pion noir sur case blanche h7 · Roi noir sur case noire f6 · Pion noir sur case blanche b5 · Pion noir sur case noire c5 · Pion noir sur case blanche f5 · Pion blanc sur case noire d4 · Pion blanc sur case noire f4 · Pion blanc sur case blanche b3 · Cavalier blanc sur case noire e3 · Roi blanc sur case blanche f3 · Tour noire sur case blanche a2 · Pion blanc sur case blanche c2 · Pion blanc sur case noire h2 · Tour blanche sur case noire g1 | Fou noir sur case noire f8 · Pion noir sur case blanche d7 · Pion noir sur case blanche h7 · Roi noir sur case noire f6 · Pion noir sur case blanche b5 · Pion noir sur case noire c5 · Pion noir sur case blanche f5 · Pion blanc sur case noire d4 · Pion blanc sur case noire f4 · Pion blanc sur case blanche b3 · Cavalier blanc sur case noire e3 · Roi blanc sur case blanche f3 · Tour noire sur case blanche a2 · Pion blanc sur case blanche c2 · Pion blanc sur case noire h2 · Tour blanche sur case noire g1 | Fou noir sur case noire f8 · Pion noir sur case blanche d7 · Pion noir sur case blanche h7 · Roi noir sur case noire f6 · Pion noir sur case blanche b5 · Pion noir sur case noire c5 · Pion noir sur case blanche f5 · Pion blanc sur case noire d4 · Pion blanc sur case noire f4 · Pion blanc sur case blanche b3 · Cavalier blanc sur case noire e3 · Roi blanc sur case blanche f3 · Tour noire sur case blanche a2 · Pion blanc sur case blanche c2 · Pion blanc sur case noire h2 · Tour blanche sur case noire g1 | Fou noir sur case noire f8 · Pion noir sur case blanche d7 · Pion noir sur case blanche h7 · Roi noir sur case noire f6 · Pion noir sur case blanche b5 · Pion noir sur case noire c5 · Pion noir sur case blanche f5 · Pion blanc sur case noire d4 · Pion blanc sur case noire f4 · Pion blanc sur case blanche b3 · Cavalier blanc sur case noire e3 · Roi blanc sur case blanche f3 · Tour noire sur case blanche a2 · Pion blanc sur case blanche c2 · Pion blanc sur case noire h2 · Tour blanche sur case noire g1 | Fou noir sur case noire f8 · Pion noir sur case blanche d7 · Pion noir sur case blanche h7 · Roi noir sur case noire f6 · Pion noir sur case blanche b5 · Pion noir sur case noire c5 · Pion noir sur case blanche f5 · Pion blanc sur case noire d4 · Pion blanc sur case noire f4 · Pion blanc sur case blanche b3 · Cavalier blanc sur case noire e3 · Roi blanc sur case blanche f3 · Tour noire sur case blanche a2 · Pion blanc sur case blanche c2 · Pion blanc sur case noire h2 · Tour blanche sur case noire g1 | 3 |
| 2 | Fou noir sur case noire f8 · Pion noir sur case blanche d7 · Pion noir sur case blanche h7 · Roi noir sur case noire f6 · Pion noir sur case blanche b5 · Pion noir sur case noire c5 · Pion noir sur case blanche f5 · Pion blanc sur case noire d4 · Pion blanc sur case noire f4 · Pion blanc sur case blanche b3 · Cavalier blanc sur case noire e3 · Roi blanc sur case blanche f3 · Tour noire sur case blanche a2 · Pion blanc sur case blanche c2 · Pion blanc sur case noire h2 · Tour blanche sur case noire g1 | Fou noir sur case noire f8 · Pion noir sur case blanche d7 · Pion noir sur case blanche h7 · Roi noir sur case noire f6 · Pion noir sur case blanche b5 · Pion noir sur case noire c5 · Pion noir sur case blanche f5 · Pion blanc sur case noire d4 · Pion blanc sur case noire f4 · Pion blanc sur case blanche b3 · Cavalier blanc sur case noire e3 · Roi blanc sur case blanche f3 · Tour noire sur case blanche a2 · Pion blanc sur case blanche c2 · Pion blanc sur case noire h2 · Tour blanche sur case noire g1 | Fou noir sur case noire f8 · Pion noir sur case blanche d7 · Pion noir sur case blanche h7 · Roi noir sur case noire f6 · Pion noir sur case blanche b5 · Pion noir sur case noire c5 · Pion noir sur case blanche f5 · Pion blanc sur case noire d4 · Pion blanc sur case noire f4 · Pion blanc sur case blanche b3 · Cavalier blanc sur case noire e3 · Roi blanc sur case blanche f3 · Tour noire sur case blanche a2 · Pion blanc sur case blanche c2 · Pion blanc sur case noire h2 · Tour blanche sur case noire g1 | Fou noir sur case noire f8 · Pion noir sur case blanche d7 · Pion noir sur case blanche h7 · Roi noir sur case noire f6 · Pion noir sur case blanche b5 · Pion noir sur case noire c5 · Pion noir sur case blanche f5 · Pion blanc sur case noire d4 · Pion blanc sur case noire f4 · Pion blanc sur case blanche b3 · Cavalier blanc sur case noire e3 · Roi blanc sur case blanche f3 · Tour noire sur case blanche a2 · Pion blanc sur case blanche c2 · Pion blanc sur case noire h2 · Tour blanche sur case noire g1 | Fou noir sur case noire f8 · Pion noir sur case blanche d7 · Pion noir sur case blanche h7 · Roi noir sur case noire f6 · Pion noir sur case blanche b5 · Pion noir sur case noire c5 · Pion noir sur case blanche f5 · Pion blanc sur case noire d4 · Pion blanc sur case noire f4 · Pion blanc sur case blanche b3 · Cavalier blanc sur case noire e3 · Roi blanc sur case blanche f3 · Tour noire sur case blanche a2 · Pion blanc sur case blanche c2 · Pion blanc sur case noire h2 · Tour blanche sur case noire g1 | Fou noir sur case noire f8 · Pion noir sur case blanche d7 · Pion noir sur case blanche h7 · Roi noir sur case noire f6 · Pion noir sur case blanche b5 · Pion noir sur case noire c5 · Pion noir sur case blanche f5 · Pion blanc sur case noire d4 · Pion blanc sur case noire f4 · Pion blanc sur case blanche b3 · Cavalier blanc sur case noire e3 · Roi blanc sur case blanche f3 · Tour noire sur case blanche a2 · Pion blanc sur case blanche c2 · Pion blanc sur case noire h2 · Tour blanche sur case noire g1 | Fou noir sur case noire f8 · Pion noir sur case blanche d7 · Pion noir sur case blanche h7 · Roi noir sur case noire f6 · Pion noir sur case blanche b5 · Pion noir sur case noire c5 · Pion noir sur case blanche f5 · Pion blanc sur case noire d4 · Pion blanc sur case noire f4 · Pion blanc sur case blanche b3 · Cavalier blanc sur case noire e3 · Roi blanc sur case blanche f3 · Tour noire sur case blanche a2 · Pion blanc sur case blanche c2 · Pion blanc sur case noire h2 · Tour blanche sur case noire g1 | Fou noir sur case noire f8 · Pion noir sur case blanche d7 · Pion noir sur case blanche h7 · Roi noir sur case noire f6 · Pion noir sur case blanche b5 · Pion noir sur case noire c5 · Pion noir sur case blanche f5 · Pion blanc sur case noire d4 · Pion blanc sur case noire f4 · Pion blanc sur case blanche b3 · Cavalier blanc sur case noire e3 · Roi blanc sur case blanche f3 · Tour noire sur case blanche a2 · Pion blanc sur case blanche c2 · Pion blanc sur case noire h2 · Tour blanche sur case noire g1 | 2 |
| 1 | Fou noir sur case noire f8 · Pion noir sur case blanche d7 · Pion noir sur case blanche h7 · Roi noir sur case noire f6 · Pion noir sur case blanche b5 · Pion noir sur case noire c5 · Pion noir sur case blanche f5 · Pion blanc sur case noire d4 · Pion blanc sur case noire f4 · Pion blanc sur case blanche b3 · Cavalier blanc sur case noire e3 · Roi blanc sur case blanche f3 · Tour noire sur case blanche a2 · Pion blanc sur case blanche c2 · Pion blanc sur case noire h2 · Tour blanche sur case noire g1 | Fou noir sur case noire f8 · Pion noir sur case blanche d7 · Pion noir sur case blanche h7 · Roi noir sur case noire f6 · Pion noir sur case blanche b5 · Pion noir sur case noire c5 · Pion noir sur case blanche f5 · Pion blanc sur case noire d4 · Pion blanc sur case noire f4 · Pion blanc sur case blanche b3 · Cavalier blanc sur case noire e3 · Roi blanc sur case blanche f3 · Tour noire sur case blanche a2 · Pion blanc sur case blanche c2 · Pion blanc sur case noire h2 · Tour blanche sur case noire g1 | Fou noir sur case noire f8 · Pion noir sur case blanche d7 · Pion noir sur case blanche h7 · Roi noir sur case noire f6 · Pion noir sur case blanche b5 · Pion noir sur case noire c5 · Pion noir sur case blanche f5 · Pion blanc sur case noire d4 · Pion blanc sur case noire f4 · Pion blanc sur case blanche b3 · Cavalier blanc sur case noire e3 · Roi blanc sur case blanche f3 · Tour noire sur case blanche a2 · Pion blanc sur case blanche c2 · Pion blanc sur case noire h2 · Tour blanche sur case noire g1 | Fou noir sur case noire f8 · Pion noir sur case blanche d7 · Pion noir sur case blanche h7 · Roi noir sur case noire f6 · Pion noir sur case blanche b5 · Pion noir sur case noire c5 · Pion noir sur case blanche f5 · Pion blanc sur case noire d4 · Pion blanc sur case noire f4 · Pion blanc sur case blanche b3 · Cavalier blanc sur case noire e3 · Roi blanc sur case blanche f3 · Tour noire sur case blanche a2 · Pion blanc sur case blanche c2 · Pion blanc sur case noire h2 · Tour blanche sur case noire g1 | Fou noir sur case noire f8 · Pion noir sur case blanche d7 · Pion noir sur case blanche h7 · Roi noir sur case noire f6 · Pion noir sur case blanche b5 · Pion noir sur case noire c5 · Pion noir sur case blanche f5 · Pion blanc sur case noire d4 · Pion blanc sur case noire f4 · Pion blanc sur case blanche b3 · Cavalier blanc sur case noire e3 · Roi blanc sur case blanche f3 · Tour noire sur case blanche a2 · Pion blanc sur case blanche c2 · Pion blanc sur case noire h2 · Tour blanche sur case noire g1 | Fou noir sur case noire f8 · Pion noir sur case blanche d7 · Pion noir sur case blanche h7 · Roi noir sur case noire f6 · Pion noir sur case blanche b5 · Pion noir sur case noire c5 · Pion noir sur case blanche f5 · Pion blanc sur case noire d4 · Pion blanc sur case noire f4 · Pion blanc sur case blanche b3 · Cavalier blanc sur case noire e3 · Roi blanc sur case blanche f3 · Tour noire sur case blanche a2 · Pion blanc sur case blanche c2 · Pion blanc sur case noire h2 · Tour blanche sur case noire g1 | Fou noir sur case noire f8 · Pion noir sur case blanche d7 · Pion noir sur case blanche h7 · Roi noir sur case noire f6 · Pion noir sur case blanche b5 · Pion noir sur case noire c5 · Pion noir sur case blanche f5 · Pion blanc sur case noire d4 · Pion blanc sur case noire f4 · Pion blanc sur case blanche b3 · Cavalier blanc sur case noire e3 · Roi blanc sur case blanche f3 · Tour noire sur case blanche a2 · Pion blanc sur case blanche c2 · Pion blanc sur case noire h2 · Tour blanche sur case noire g1 | Fou noir sur case noire f8 · Pion noir sur case blanche d7 · Pion noir sur case blanche h7 · Roi noir sur case noire f6 · Pion noir sur case blanche b5 · Pion noir sur case noire c5 · Pion noir sur case blanche f5 · Pion blanc sur case noire d4 · Pion blanc sur case noire f4 · Pion blanc sur case blanche b3 · Cavalier blanc sur case noire e3 · Roi blanc sur case blanche f3 · Tour noire sur case blanche a2 · Pion blanc sur case blanche c2 · Pion blanc sur case noire h2 · Tour blanche sur case noire g1 | 1 |
|   | a | b | c | d | e | f | g | h |   |

- La troisième partie, au cours de laquelle Kariakine s'est trouvé en très mauvaise position pour ensuite se livrer à une longue et remarquable défense en finale, a été qualifiée d'« épique » par Peter Svidler[14].
- La première partie décisive fut la huitième, remportée par Kariakine. Après la partie, Magnus Carlsen n'a pas participé à l'habituelle conférence de presse :  Sergueï Kariakine répondait aux journalistes dans la zone mixte, faisant attendre Magnus Carlsen, qui a fini par perdre patience, quittant les lieux en compagnie de son entraîneur Simen Agdestein[15].
- La dixième partie a été remportée par Magnus Carlsen, lui permettant de revenir sur Serguei Kariakine. À l'issue de cette partie, le score est de 5 à 5.

### Résultats des parties rapides
|   | a | b | c | d | e | f | g | h |   |
| 8 | Roi noir sur case blanche g8 · Fou noir sur case noire e7 · Pion noir sur case blanche f7 · Pion noir sur case noire g7 · Pion noir sur case noire b6 · Pion noir sur case noire d6 · Tour blanche sur case blanche f5 · Pion blanc sur case blanche h5 · Pion blanc sur case blanche e4 · Dame blanche sur case noire f4 · Pion blanc sur case blanche f3 · Tour noire sur case blanche a2 · Dame noire sur case noire f2 · Pion blanc sur case noire h2 · Tour blanche sur case noire c1 · Roi blanc sur case blanche h1 | Roi noir sur case blanche g8 · Fou noir sur case noire e7 · Pion noir sur case blanche f7 · Pion noir sur case noire g7 · Pion noir sur case noire b6 · Pion noir sur case noire d6 · Tour blanche sur case blanche f5 · Pion blanc sur case blanche h5 · Pion blanc sur case blanche e4 · Dame blanche sur case noire f4 · Pion blanc sur case blanche f3 · Tour noire sur case blanche a2 · Dame noire sur case noire f2 · Pion blanc sur case noire h2 · Tour blanche sur case noire c1 · Roi blanc sur case blanche h1 | Roi noir sur case blanche g8 · Fou noir sur case noire e7 · Pion noir sur case blanche f7 · Pion noir sur case noire g7 · Pion noir sur case noire b6 · Pion noir sur case noire d6 · Tour blanche sur case blanche f5 · Pion blanc sur case blanche h5 · Pion blanc sur case blanche e4 · Dame blanche sur case noire f4 · Pion blanc sur case blanche f3 · Tour noire sur case blanche a2 · Dame noire sur case noire f2 · Pion blanc sur case noire h2 · Tour blanche sur case noire c1 · Roi blanc sur case blanche h1 | Roi noir sur case blanche g8 · Fou noir sur case noire e7 · Pion noir sur case blanche f7 · Pion noir sur case noire g7 · Pion noir sur case noire b6 · Pion noir sur case noire d6 · Tour blanche sur case blanche f5 · Pion blanc sur case blanche h5 · Pion blanc sur case blanche e4 · Dame blanche sur case noire f4 · Pion blanc sur case blanche f3 · Tour noire sur case blanche a2 · Dame noire sur case noire f2 · Pion blanc sur case noire h2 · Tour blanche sur case noire c1 · Roi blanc sur case blanche h1 | Roi noir sur case blanche g8 · Fou noir sur case noire e7 · Pion noir sur case blanche f7 · Pion noir sur case noire g7 · Pion noir sur case noire b6 · Pion noir sur case noire d6 · Tour blanche sur case blanche f5 · Pion blanc sur case blanche h5 · Pion blanc sur case blanche e4 · Dame blanche sur case noire f4 · Pion blanc sur case blanche f3 · Tour noire sur case blanche a2 · Dame noire sur case noire f2 · Pion blanc sur case noire h2 · Tour blanche sur case noire c1 · Roi blanc sur case blanche h1 | Roi noir sur case blanche g8 · Fou noir sur case noire e7 · Pion noir sur case blanche f7 · Pion noir sur case noire g7 · Pion noir sur case noire b6 · Pion noir sur case noire d6 · Tour blanche sur case blanche f5 · Pion blanc sur case blanche h5 · Pion blanc sur case blanche e4 · Dame blanche sur case noire f4 · Pion blanc sur case blanche f3 · Tour noire sur case blanche a2 · Dame noire sur case noire f2 · Pion blanc sur case noire h2 · Tour blanche sur case noire c1 · Roi blanc sur case blanche h1 | Roi noir sur case blanche g8 · Fou noir sur case noire e7 · Pion noir sur case blanche f7 · Pion noir sur case noire g7 · Pion noir sur case noire b6 · Pion noir sur case noire d6 · Tour blanche sur case blanche f5 · Pion blanc sur case blanche h5 · Pion blanc sur case blanche e4 · Dame blanche sur case noire f4 · Pion blanc sur case blanche f3 · Tour noire sur case blanche a2 · Dame noire sur case noire f2 · Pion blanc sur case noire h2 · Tour blanche sur case noire c1 · Roi blanc sur case blanche h1 | Roi noir sur case blanche g8 · Fou noir sur case noire e7 · Pion noir sur case blanche f7 · Pion noir sur case noire g7 · Pion noir sur case noire b6 · Pion noir sur case noire d6 · Tour blanche sur case blanche f5 · Pion blanc sur case blanche h5 · Pion blanc sur case blanche e4 · Dame blanche sur case noire f4 · Pion blanc sur case blanche f3 · Tour noire sur case blanche a2 · Dame noire sur case noire f2 · Pion blanc sur case noire h2 · Tour blanche sur case noire c1 · Roi blanc sur case blanche h1 | 8 |
| 7 | Roi noir sur case blanche g8 · Fou noir sur case noire e7 · Pion noir sur case blanche f7 · Pion noir sur case noire g7 · Pion noir sur case noire b6 · Pion noir sur case noire d6 · Tour blanche sur case blanche f5 · Pion blanc sur case blanche h5 · Pion blanc sur case blanche e4 · Dame blanche sur case noire f4 · Pion blanc sur case blanche f3 · Tour noire sur case blanche a2 · Dame noire sur case noire f2 · Pion blanc sur case noire h2 · Tour blanche sur case noire c1 · Roi blanc sur case blanche h1 | Roi noir sur case blanche g8 · Fou noir sur case noire e7 · Pion noir sur case blanche f7 · Pion noir sur case noire g7 · Pion noir sur case noire b6 · Pion noir sur case noire d6 · Tour blanche sur case blanche f5 · Pion blanc sur case blanche h5 · Pion blanc sur case blanche e4 · Dame blanche sur case noire f4 · Pion blanc sur case blanche f3 · Tour noire sur case blanche a2 · Dame noire sur case noire f2 · Pion blanc sur case noire h2 · Tour blanche sur case noire c1 · Roi blanc sur case blanche h1 | Roi noir sur case blanche g8 · Fou noir sur case noire e7 · Pion noir sur case blanche f7 · Pion noir sur case noire g7 · Pion noir sur case noire b6 · Pion noir sur case noire d6 · Tour blanche sur case blanche f5 · Pion blanc sur case blanche h5 · Pion blanc sur case blanche e4 · Dame blanche sur case noire f4 · Pion blanc sur case blanche f3 · Tour noire sur case blanche a2 · Dame noire sur case noire f2 · Pion blanc sur case noire h2 · Tour blanche sur case noire c1 · Roi blanc sur case blanche h1 | Roi noir sur case blanche g8 · Fou noir sur case noire e7 · Pion noir sur case blanche f7 · Pion noir sur case noire g7 · Pion noir sur case noire b6 · Pion noir sur case noire d6 · Tour blanche sur case blanche f5 · Pion blanc sur case blanche h5 · Pion blanc sur case blanche e4 · Dame blanche sur case noire f4 · Pion blanc sur case blanche f3 · Tour noire sur case blanche a2 · Dame noire sur case noire f2 · Pion blanc sur case noire h2 · Tour blanche sur case noire c1 · Roi blanc sur case blanche h1 | Roi noir sur case blanche g8 · Fou noir sur case noire e7 · Pion noir sur case blanche f7 · Pion noir sur case noire g7 · Pion noir sur case noire b6 · Pion noir sur case noire d6 · Tour blanche sur case blanche f5 · Pion blanc sur case blanche h5 · Pion blanc sur case blanche e4 · Dame blanche sur case noire f4 · Pion blanc sur case blanche f3 · Tour noire sur case blanche a2 · Dame noire sur case noire f2 · Pion blanc sur case noire h2 · Tour blanche sur case noire c1 · Roi blanc sur case blanche h1 | Roi noir sur case blanche g8 · Fou noir sur case noire e7 · Pion noir sur case blanche f7 · Pion noir sur case noire g7 · Pion noir sur case noire b6 · Pion noir sur case noire d6 · Tour blanche sur case blanche f5 · Pion blanc sur case blanche h5 · Pion blanc sur case blanche e4 · Dame blanche sur case noire f4 · Pion blanc sur case blanche f3 · Tour noire sur case blanche a2 · Dame noire sur case noire f2 · Pion blanc sur case noire h2 · Tour blanche sur case noire c1 · Roi blanc sur case blanche h1 | Roi noir sur case blanche g8 · Fou noir sur case noire e7 · Pion noir sur case blanche f7 · Pion noir sur case noire g7 · Pion noir sur case noire b6 · Pion noir sur case noire d6 · Tour blanche sur case blanche f5 · Pion blanc sur case blanche h5 · Pion blanc sur case blanche e4 · Dame blanche sur case noire f4 · Pion blanc sur case blanche f3 · Tour noire sur case blanche a2 · Dame noire sur case noire f2 · Pion blanc sur case noire h2 · Tour blanche sur case noire c1 · Roi blanc sur case blanche h1 | Roi noir sur case blanche g8 · Fou noir sur case noire e7 · Pion noir sur case blanche f7 · Pion noir sur case noire g7 · Pion noir sur case noire b6 · Pion noir sur case noire d6 · Tour blanche sur case blanche f5 · Pion blanc sur case blanche h5 · Pion blanc sur case blanche e4 · Dame blanche sur case noire f4 · Pion blanc sur case blanche f3 · Tour noire sur case blanche a2 · Dame noire sur case noire f2 · Pion blanc sur case noire h2 · Tour blanche sur case noire c1 · Roi blanc sur case blanche h1 | 7 |
| 6 | Roi noir sur case blanche g8 · Fou noir sur case noire e7 · Pion noir sur case blanche f7 · Pion noir sur case noire g7 · Pion noir sur case noire b6 · Pion noir sur case noire d6 · Tour blanche sur case blanche f5 · Pion blanc sur case blanche h5 · Pion blanc sur case blanche e4 · Dame blanche sur case noire f4 · Pion blanc sur case blanche f3 · Tour noire sur case blanche a2 · Dame noire sur case noire f2 · Pion blanc sur case noire h2 · Tour blanche sur case noire c1 · Roi blanc sur case blanche h1 | Roi noir sur case blanche g8 · Fou noir sur case noire e7 · Pion noir sur case blanche f7 · Pion noir sur case noire g7 · Pion noir sur case noire b6 · Pion noir sur case noire d6 · Tour blanche sur case blanche f5 · Pion blanc sur case blanche h5 · Pion blanc sur case blanche e4 · Dame blanche sur case noire f4 · Pion blanc sur case blanche f3 · Tour noire sur case blanche a2 · Dame noire sur case noire f2 · Pion blanc sur case noire h2 · Tour blanche sur case noire c1 · Roi blanc sur case blanche h1 | Roi noir sur case blanche g8 · Fou noir sur case noire e7 · Pion noir sur case blanche f7 · Pion noir sur case noire g7 · Pion noir sur case noire b6 · Pion noir sur case noire d6 · Tour blanche sur case blanche f5 · Pion blanc sur case blanche h5 · Pion blanc sur case blanche e4 · Dame blanche sur case noire f4 · Pion blanc sur case blanche f3 · Tour noire sur case blanche a2 · Dame noire sur case noire f2 · Pion blanc sur case noire h2 · Tour blanche sur case noire c1 · Roi blanc sur case blanche h1 | Roi noir sur case blanche g8 · Fou noir sur case noire e7 · Pion noir sur case blanche f7 · Pion noir sur case noire g7 · Pion noir sur case noire b6 · Pion noir sur case noire d6 · Tour blanche sur case blanche f5 · Pion blanc sur case blanche h5 · Pion blanc sur case blanche e4 · Dame blanche sur case noire f4 · Pion blanc sur case blanche f3 · Tour noire sur case blanche a2 · Dame noire sur case noire f2 · Pion blanc sur case noire h2 · Tour blanche sur case noire c1 · Roi blanc sur case blanche h1 | Roi noir sur case blanche g8 · Fou noir sur case noire e7 · Pion noir sur case blanche f7 · Pion noir sur case noire g7 · Pion noir sur case noire b6 · Pion noir sur case noire d6 · Tour blanche sur case blanche f5 · Pion blanc sur case blanche h5 · Pion blanc sur case blanche e4 · Dame blanche sur case noire f4 · Pion blanc sur case blanche f3 · Tour noire sur case blanche a2 · Dame noire sur case noire f2 · Pion blanc sur case noire h2 · Tour blanche sur case noire c1 · Roi blanc sur case blanche h1 | Roi noir sur case blanche g8 · Fou noir sur case noire e7 · Pion noir sur case blanche f7 · Pion noir sur case noire g7 · Pion noir sur case noire b6 · Pion noir sur case noire d6 · Tour blanche sur case blanche f5 · Pion blanc sur case blanche h5 · Pion blanc sur case blanche e4 · Dame blanche sur case noire f4 · Pion blanc sur case blanche f3 · Tour noire sur case blanche a2 · Dame noire sur case noire f2 · Pion blanc sur case noire h2 · Tour blanche sur case noire c1 · Roi blanc sur case blanche h1 | Roi noir sur case blanche g8 · Fou noir sur case noire e7 · Pion noir sur case blanche f7 · Pion noir sur case noire g7 · Pion noir sur case noire b6 · Pion noir sur case noire d6 · Tour blanche sur case blanche f5 · Pion blanc sur case blanche h5 · Pion blanc sur case blanche e4 · Dame blanche sur case noire f4 · Pion blanc sur case blanche f3 · Tour noire sur case blanche a2 · Dame noire sur case noire f2 · Pion blanc sur case noire h2 · Tour blanche sur case noire c1 · Roi blanc sur case blanche h1 | Roi noir sur case blanche g8 · Fou noir sur case noire e7 · Pion noir sur case blanche f7 · Pion noir sur case noire g7 · Pion noir sur case noire b6 · Pion noir sur case noire d6 · Tour blanche sur case blanche f5 · Pion blanc sur case blanche h5 · Pion blanc sur case blanche e4 · Dame blanche sur case noire f4 · Pion blanc sur case blanche f3 · Tour noire sur case blanche a2 · Dame noire sur case noire f2 · Pion blanc sur case noire h2 · Tour blanche sur case noire c1 · Roi blanc sur case blanche h1 | 6 |
| 5 | Roi noir sur case blanche g8 · Fou noir sur case noire e7 · Pion noir sur case blanche f7 · Pion noir sur case noire g7 · Pion noir sur case noire b6 · Pion noir sur case noire d6 · Tour blanche sur case blanche f5 · Pion blanc sur case blanche h5 · Pion blanc sur case blanche e4 · Dame blanche sur case noire f4 · Pion blanc sur case blanche f3 · Tour noire sur case blanche a2 · Dame noire sur case noire f2 · Pion blanc sur case noire h2 · Tour blanche sur case noire c1 · Roi blanc sur case blanche h1 | Roi noir sur case blanche g8 · Fou noir sur case noire e7 · Pion noir sur case blanche f7 · Pion noir sur case noire g7 · Pion noir sur case noire b6 · Pion noir sur case noire d6 · Tour blanche sur case blanche f5 · Pion blanc sur case blanche h5 · Pion blanc sur case blanche e4 · Dame blanche sur case noire f4 · Pion blanc sur case blanche f3 · Tour noire sur case blanche a2 · Dame noire sur case noire f2 · Pion blanc sur case noire h2 · Tour blanche sur case noire c1 · Roi blanc sur case blanche h1 | Roi noir sur case blanche g8 · Fou noir sur case noire e7 · Pion noir sur case blanche f7 · Pion noir sur case noire g7 · Pion noir sur case noire b6 · Pion noir sur case noire d6 · Tour blanche sur case blanche f5 · Pion blanc sur case blanche h5 · Pion blanc sur case blanche e4 · Dame blanche sur case noire f4 · Pion blanc sur case blanche f3 · Tour noire sur case blanche a2 · Dame noire sur case noire f2 · Pion blanc sur case noire h2 · Tour blanche sur case noire c1 · Roi blanc sur case blanche h1 | Roi noir sur case blanche g8 · Fou noir sur case noire e7 · Pion noir sur case blanche f7 · Pion noir sur case noire g7 · Pion noir sur case noire b6 · Pion noir sur case noire d6 · Tour blanche sur case blanche f5 · Pion blanc sur case blanche h5 · Pion blanc sur case blanche e4 · Dame blanche sur case noire f4 · Pion blanc sur case blanche f3 · Tour noire sur case blanche a2 · Dame noire sur case noire f2 · Pion blanc sur case noire h2 · Tour blanche sur case noire c1 · Roi blanc sur case blanche h1 | Roi noir sur case blanche g8 · Fou noir sur case noire e7 · Pion noir sur case blanche f7 · Pion noir sur case noire g7 · Pion noir sur case noire b6 · Pion noir sur case noire d6 · Tour blanche sur case blanche f5 · Pion blanc sur case blanche h5 · Pion blanc sur case blanche e4 · Dame blanche sur case noire f4 · Pion blanc sur case blanche f3 · Tour noire sur case blanche a2 · Dame noire sur case noire f2 · Pion blanc sur case noire h2 · Tour blanche sur case noire c1 · Roi blanc sur case blanche h1 | Roi noir sur case blanche g8 · Fou noir sur case noire e7 · Pion noir sur case blanche f7 · Pion noir sur case noire g7 · Pion noir sur case noire b6 · Pion noir sur case noire d6 · Tour blanche sur case blanche f5 · Pion blanc sur case blanche h5 · Pion blanc sur case blanche e4 · Dame blanche sur case noire f4 · Pion blanc sur case blanche f3 · Tour noire sur case blanche a2 · Dame noire sur case noire f2 · Pion blanc sur case noire h2 · Tour blanche sur case noire c1 · Roi blanc sur case blanche h1 | Roi noir sur case blanche g8 · Fou noir sur case noire e7 · Pion noir sur case blanche f7 · Pion noir sur case noire g7 · Pion noir sur case noire b6 · Pion noir sur case noire d6 · Tour blanche sur case blanche f5 · Pion blanc sur case blanche h5 · Pion blanc sur case blanche e4 · Dame blanche sur case noire f4 · Pion blanc sur case blanche f3 · Tour noire sur case blanche a2 · Dame noire sur case noire f2 · Pion blanc sur case noire h2 · Tour blanche sur case noire c1 · Roi blanc sur case blanche h1 | Roi noir sur case blanche g8 · Fou noir sur case noire e7 · Pion noir sur case blanche f7 · Pion noir sur case noire g7 · Pion noir sur case noire b6 · Pion noir sur case noire d6 · Tour blanche sur case blanche f5 · Pion blanc sur case blanche h5 · Pion blanc sur case blanche e4 · Dame blanche sur case noire f4 · Pion blanc sur case blanche f3 · Tour noire sur case blanche a2 · Dame noire sur case noire f2 · Pion blanc sur case noire h2 · Tour blanche sur case noire c1 · Roi blanc sur case blanche h1 | 5 |
| 4 | Roi noir sur case blanche g8 · Fou noir sur case noire e7 · Pion noir sur case blanche f7 · Pion noir sur case noire g7 · Pion noir sur case noire b6 · Pion noir sur case noire d6 · Tour blanche sur case blanche f5 · Pion blanc sur case blanche h5 · Pion blanc sur case blanche e4 · Dame blanche sur case noire f4 · Pion blanc sur case blanche f3 · Tour noire sur case blanche a2 · Dame noire sur case noire f2 · Pion blanc sur case noire h2 · Tour blanche sur case noire c1 · Roi blanc sur case blanche h1 | Roi noir sur case blanche g8 · Fou noir sur case noire e7 · Pion noir sur case blanche f7 · Pion noir sur case noire g7 · Pion noir sur case noire b6 · Pion noir sur case noire d6 · Tour blanche sur case blanche f5 · Pion blanc sur case blanche h5 · Pion blanc sur case blanche e4 · Dame blanche sur case noire f4 · Pion blanc sur case blanche f3 · Tour noire sur case blanche a2 · Dame noire sur case noire f2 · Pion blanc sur case noire h2 · Tour blanche sur case noire c1 · Roi blanc sur case blanche h1 | Roi noir sur case blanche g8 · Fou noir sur case noire e7 · Pion noir sur case blanche f7 · Pion noir sur case noire g7 · Pion noir sur case noire b6 · Pion noir sur case noire d6 · Tour blanche sur case blanche f5 · Pion blanc sur case blanche h5 · Pion blanc sur case blanche e4 · Dame blanche sur case noire f4 · Pion blanc sur case blanche f3 · Tour noire sur case blanche a2 · Dame noire sur case noire f2 · Pion blanc sur case noire h2 · Tour blanche sur case noire c1 · Roi blanc sur case blanche h1 | Roi noir sur case blanche g8 · Fou noir sur case noire e7 · Pion noir sur case blanche f7 · Pion noir sur case noire g7 · Pion noir sur case noire b6 · Pion noir sur case noire d6 · Tour blanche sur case blanche f5 · Pion blanc sur case blanche h5 · Pion blanc sur case blanche e4 · Dame blanche sur case noire f4 · Pion blanc sur case blanche f3 · Tour noire sur case blanche a2 · Dame noire sur case noire f2 · Pion blanc sur case noire h2 · Tour blanche sur case noire c1 · Roi blanc sur case blanche h1 | Roi noir sur case blanche g8 · Fou noir sur case noire e7 · Pion noir sur case blanche f7 · Pion noir sur case noire g7 · Pion noir sur case noire b6 · Pion noir sur case noire d6 · Tour blanche sur case blanche f5 · Pion blanc sur case blanche h5 · Pion blanc sur case blanche e4 · Dame blanche sur case noire f4 · Pion blanc sur case blanche f3 · Tour noire sur case blanche a2 · Dame noire sur case noire f2 · Pion blanc sur case noire h2 · Tour blanche sur case noire c1 · Roi blanc sur case blanche h1 | Roi noir sur case blanche g8 · Fou noir sur case noire e7 · Pion noir sur case blanche f7 · Pion noir sur case noire g7 · Pion noir sur case noire b6 · Pion noir sur case noire d6 · Tour blanche sur case blanche f5 · Pion blanc sur case blanche h5 · Pion blanc sur case blanche e4 · Dame blanche sur case noire f4 · Pion blanc sur case blanche f3 · Tour noire sur case blanche a2 · Dame noire sur case noire f2 · Pion blanc sur case noire h2 · Tour blanche sur case noire c1 · Roi blanc sur case blanche h1 | Roi noir sur case blanche g8 · Fou noir sur case noire e7 · Pion noir sur case blanche f7 · Pion noir sur case noire g7 · Pion noir sur case noire b6 · Pion noir sur case noire d6 · Tour blanche sur case blanche f5 · Pion blanc sur case blanche h5 · Pion blanc sur case blanche e4 · Dame blanche sur case noire f4 · Pion blanc sur case blanche f3 · Tour noire sur case blanche a2 · Dame noire sur case noire f2 · Pion blanc sur case noire h2 · Tour blanche sur case noire c1 · Roi blanc sur case blanche h1 | Roi noir sur case blanche g8 · Fou noir sur case noire e7 · Pion noir sur case blanche f7 · Pion noir sur case noire g7 · Pion noir sur case noire b6 · Pion noir sur case noire d6 · Tour blanche sur case blanche f5 · Pion blanc sur case blanche h5 · Pion blanc sur case blanche e4 · Dame blanche sur case noire f4 · Pion blanc sur case blanche f3 · Tour noire sur case blanche a2 · Dame noire sur case noire f2 · Pion blanc sur case noire h2 · Tour blanche sur case noire c1 · Roi blanc sur case blanche h1 | 4 |
| 3 | Roi noir sur case blanche g8 · Fou noir sur case noire e7 · Pion noir sur case blanche f7 · Pion noir sur case noire g7 · Pion noir sur case noire b6 · Pion noir sur case noire d6 · Tour blanche sur case blanche f5 · Pion blanc sur case blanche h5 · Pion blanc sur case blanche e4 · Dame blanche sur case noire f4 · Pion blanc sur case blanche f3 · Tour noire sur case blanche a2 · Dame noire sur case noire f2 · Pion blanc sur case noire h2 · Tour blanche sur case noire c1 · Roi blanc sur case blanche h1 | Roi noir sur case blanche g8 · Fou noir sur case noire e7 · Pion noir sur case blanche f7 · Pion noir sur case noire g7 · Pion noir sur case noire b6 · Pion noir sur case noire d6 · Tour blanche sur case blanche f5 · Pion blanc sur case blanche h5 · Pion blanc sur case blanche e4 · Dame blanche sur case noire f4 · Pion blanc sur case blanche f3 · Tour noire sur case blanche a2 · Dame noire sur case noire f2 · Pion blanc sur case noire h2 · Tour blanche sur case noire c1 · Roi blanc sur case blanche h1 | Roi noir sur case blanche g8 · Fou noir sur case noire e7 · Pion noir sur case blanche f7 · Pion noir sur case noire g7 · Pion noir sur case noire b6 · Pion noir sur case noire d6 · Tour blanche sur case blanche f5 · Pion blanc sur case blanche h5 · Pion blanc sur case blanche e4 · Dame blanche sur case noire f4 · Pion blanc sur case blanche f3 · Tour noire sur case blanche a2 · Dame noire sur case noire f2 · Pion blanc sur case noire h2 · Tour blanche sur case noire c1 · Roi blanc sur case blanche h1 | Roi noir sur case blanche g8 · Fou noir sur case noire e7 · Pion noir sur case blanche f7 · Pion noir sur case noire g7 · Pion noir sur case noire b6 · Pion noir sur case noire d6 · Tour blanche sur case blanche f5 · Pion blanc sur case blanche h5 · Pion blanc sur case blanche e4 · Dame blanche sur case noire f4 · Pion blanc sur case blanche f3 · Tour noire sur case blanche a2 · Dame noire sur case noire f2 · Pion blanc sur case noire h2 · Tour blanche sur case noire c1 · Roi blanc sur case blanche h1 | Roi noir sur case blanche g8 · Fou noir sur case noire e7 · Pion noir sur case blanche f7 · Pion noir sur case noire g7 · Pion noir sur case noire b6 · Pion noir sur case noire d6 · Tour blanche sur case blanche f5 · Pion blanc sur case blanche h5 · Pion blanc sur case blanche e4 · Dame blanche sur case noire f4 · Pion blanc sur case blanche f3 · Tour noire sur case blanche a2 · Dame noire sur case noire f2 · Pion blanc sur case noire h2 · Tour blanche sur case noire c1 · Roi blanc sur case blanche h1 | Roi noir sur case blanche g8 · Fou noir sur case noire e7 · Pion noir sur case blanche f7 · Pion noir sur case noire g7 · Pion noir sur case noire b6 · Pion noir sur case noire d6 · Tour blanche sur case blanche f5 · Pion blanc sur case blanche h5 · Pion blanc sur case blanche e4 · Dame blanche sur case noire f4 · Pion blanc sur case blanche f3 · Tour noire sur case blanche a2 · Dame noire sur case noire f2 · Pion blanc sur case noire h2 · Tour blanche sur case noire c1 · Roi blanc sur case blanche h1 | Roi noir sur case blanche g8 · Fou noir sur case noire e7 · Pion noir sur case blanche f7 · Pion noir sur case noire g7 · Pion noir sur case noire b6 · Pion noir sur case noire d6 · Tour blanche sur case blanche f5 · Pion blanc sur case blanche h5 · Pion blanc sur case blanche e4 · Dame blanche sur case noire f4 · Pion blanc sur case blanche f3 · Tour noire sur case blanche a2 · Dame noire sur case noire f2 · Pion blanc sur case noire h2 · Tour blanche sur case noire c1 · Roi blanc sur case blanche h1 | Roi noir sur case blanche g8 · Fou noir sur case noire e7 · Pion noir sur case blanche f7 · Pion noir sur case noire g7 · Pion noir sur case noire b6 · Pion noir sur case noire d6 · Tour blanche sur case blanche f5 · Pion blanc sur case blanche h5 · Pion blanc sur case blanche e4 · Dame blanche sur case noire f4 · Pion blanc sur case blanche f3 · Tour noire sur case blanche a2 · Dame noire sur case noire f2 · Pion blanc sur case noire h2 · Tour blanche sur case noire c1 · Roi blanc sur case blanche h1 | 3 |
| 2 | Roi noir sur case blanche g8 · Fou noir sur case noire e7 · Pion noir sur case blanche f7 · Pion noir sur case noire g7 · Pion noir sur case noire b6 · Pion noir sur case noire d6 · Tour blanche sur case blanche f5 · Pion blanc sur case blanche h5 · Pion blanc sur case blanche e4 · Dame blanche sur case noire f4 · Pion blanc sur case blanche f3 · Tour noire sur case blanche a2 · Dame noire sur case noire f2 · Pion blanc sur case noire h2 · Tour blanche sur case noire c1 · Roi blanc sur case blanche h1 | Roi noir sur case blanche g8 · Fou noir sur case noire e7 · Pion noir sur case blanche f7 · Pion noir sur case noire g7 · Pion noir sur case noire b6 · Pion noir sur case noire d6 · Tour blanche sur case blanche f5 · Pion blanc sur case blanche h5 · Pion blanc sur case blanche e4 · Dame blanche sur case noire f4 · Pion blanc sur case blanche f3 · Tour noire sur case blanche a2 · Dame noire sur case noire f2 · Pion blanc sur case noire h2 · Tour blanche sur case noire c1 · Roi blanc sur case blanche h1 | Roi noir sur case blanche g8 · Fou noir sur case noire e7 · Pion noir sur case blanche f7 · Pion noir sur case noire g7 · Pion noir sur case noire b6 · Pion noir sur case noire d6 · Tour blanche sur case blanche f5 · Pion blanc sur case blanche h5 · Pion blanc sur case blanche e4 · Dame blanche sur case noire f4 · Pion blanc sur case blanche f3 · Tour noire sur case blanche a2 · Dame noire sur case noire f2 · Pion blanc sur case noire h2 · Tour blanche sur case noire c1 · Roi blanc sur case blanche h1 | Roi noir sur case blanche g8 · Fou noir sur case noire e7 · Pion noir sur case blanche f7 · Pion noir sur case noire g7 · Pion noir sur case noire b6 · Pion noir sur case noire d6 · Tour blanche sur case blanche f5 · Pion blanc sur case blanche h5 · Pion blanc sur case blanche e4 · Dame blanche sur case noire f4 · Pion blanc sur case blanche f3 · Tour noire sur case blanche a2 · Dame noire sur case noire f2 · Pion blanc sur case noire h2 · Tour blanche sur case noire c1 · Roi blanc sur case blanche h1 | Roi noir sur case blanche g8 · Fou noir sur case noire e7 · Pion noir sur case blanche f7 · Pion noir sur case noire g7 · Pion noir sur case noire b6 · Pion noir sur case noire d6 · Tour blanche sur case blanche f5 · Pion blanc sur case blanche h5 · Pion blanc sur case blanche e4 · Dame blanche sur case noire f4 · Pion blanc sur case blanche f3 · Tour noire sur case blanche a2 · Dame noire sur case noire f2 · Pion blanc sur case noire h2 · Tour blanche sur case noire c1 · Roi blanc sur case blanche h1 | Roi noir sur case blanche g8 · Fou noir sur case noire e7 · Pion noir sur case blanche f7 · Pion noir sur case noire g7 · Pion noir sur case noire b6 · Pion noir sur case noire d6 · Tour blanche sur case blanche f5 · Pion blanc sur case blanche h5 · Pion blanc sur case blanche e4 · Dame blanche sur case noire f4 · Pion blanc sur case blanche f3 · Tour noire sur case blanche a2 · Dame noire sur case noire f2 · Pion blanc sur case noire h2 · Tour blanche sur case noire c1 · Roi blanc sur case blanche h1 | Roi noir sur case blanche g8 · Fou noir sur case noire e7 · Pion noir sur case blanche f7 · Pion noir sur case noire g7 · Pion noir sur case noire b6 · Pion noir sur case noire d6 · Tour blanche sur case blanche f5 · Pion blanc sur case blanche h5 · Pion blanc sur case blanche e4 · Dame blanche sur case noire f4 · Pion blanc sur case blanche f3 · Tour noire sur case blanche a2 · Dame noire sur case noire f2 · Pion blanc sur case noire h2 · Tour blanche sur case noire c1 · Roi blanc sur case blanche h1 | Roi noir sur case blanche g8 · Fou noir sur case noire e7 · Pion noir sur case blanche f7 · Pion noir sur case noire g7 · Pion noir sur case noire b6 · Pion noir sur case noire d6 · Tour blanche sur case blanche f5 · Pion blanc sur case blanche h5 · Pion blanc sur case blanche e4 · Dame blanche sur case noire f4 · Pion blanc sur case blanche f3 · Tour noire sur case blanche a2 · Dame noire sur case noire f2 · Pion blanc sur case noire h2 · Tour blanche sur case noire c1 · Roi blanc sur case blanche h1 | 2 |
| 1 | Roi noir sur case blanche g8 · Fou noir sur case noire e7 · Pion noir sur case blanche f7 · Pion noir sur case noire g7 · Pion noir sur case noire b6 · Pion noir sur case noire d6 · Tour blanche sur case blanche f5 · Pion blanc sur case blanche h5 · Pion blanc sur case blanche e4 · Dame blanche sur case noire f4 · Pion blanc sur case blanche f3 · Tour noire sur case blanche a2 · Dame noire sur case noire f2 · Pion blanc sur case noire h2 · Tour blanche sur case noire c1 · Roi blanc sur case blanche h1 | Roi noir sur case blanche g8 · Fou noir sur case noire e7 · Pion noir sur case blanche f7 · Pion noir sur case noire g7 · Pion noir sur case noire b6 · Pion noir sur case noire d6 · Tour blanche sur case blanche f5 · Pion blanc sur case blanche h5 · Pion blanc sur case blanche e4 · Dame blanche sur case noire f4 · Pion blanc sur case blanche f3 · Tour noire sur case blanche a2 · Dame noire sur case noire f2 · Pion blanc sur case noire h2 · Tour blanche sur case noire c1 · Roi blanc sur case blanche h1 | Roi noir sur case blanche g8 · Fou noir sur case noire e7 · Pion noir sur case blanche f7 · Pion noir sur case noire g7 · Pion noir sur case noire b6 · Pion noir sur case noire d6 · Tour blanche sur case blanche f5 · Pion blanc sur case blanche h5 · Pion blanc sur case blanche e4 · Dame blanche sur case noire f4 · Pion blanc sur case blanche f3 · Tour noire sur case blanche a2 · Dame noire sur case noire f2 · Pion blanc sur case noire h2 · Tour blanche sur case noire c1 · Roi blanc sur case blanche h1 | Roi noir sur case blanche g8 · Fou noir sur case noire e7 · Pion noir sur case blanche f7 · Pion noir sur case noire g7 · Pion noir sur case noire b6 · Pion noir sur case noire d6 · Tour blanche sur case blanche f5 · Pion blanc sur case blanche h5 · Pion blanc sur case blanche e4 · Dame blanche sur case noire f4 · Pion blanc sur case blanche f3 · Tour noire sur case blanche a2 · Dame noire sur case noire f2 · Pion blanc sur case noire h2 · Tour blanche sur case noire c1 · Roi blanc sur case blanche h1 | Roi noir sur case blanche g8 · Fou noir sur case noire e7 · Pion noir sur case blanche f7 · Pion noir sur case noire g7 · Pion noir sur case noire b6 · Pion noir sur case noire d6 · Tour blanche sur case blanche f5 · Pion blanc sur case blanche h5 · Pion blanc sur case blanche e4 · Dame blanche sur case noire f4 · Pion blanc sur case blanche f3 · Tour noire sur case blanche a2 · Dame noire sur case noire f2 · Pion blanc sur case noire h2 · Tour blanche sur case noire c1 · Roi blanc sur case blanche h1 | Roi noir sur case blanche g8 · Fou noir sur case noire e7 · Pion noir sur case blanche f7 · Pion noir sur case noire g7 · Pion noir sur case noire b6 · Pion noir sur case noire d6 · Tour blanche sur case blanche f5 · Pion blanc sur case blanche h5 · Pion blanc sur case blanche e4 · Dame blanche sur case noire f4 · Pion blanc sur case blanche f3 · Tour noire sur case blanche a2 · Dame noire sur case noire f2 · Pion blanc sur case noire h2 · Tour blanche sur case noire c1 · Roi blanc sur case blanche h1 | Roi noir sur case blanche g8 · Fou noir sur case noire e7 · Pion noir sur case blanche f7 · Pion noir sur case noire g7 · Pion noir sur case noire b6 · Pion noir sur case noire d6 · Tour blanche sur case blanche f5 · Pion blanc sur case blanche h5 · Pion blanc sur case blanche e4 · Dame blanche sur case noire f4 · Pion blanc sur case blanche f3 · Tour noire sur case blanche a2 · Dame noire sur case noire f2 · Pion blanc sur case noire h2 · Tour blanche sur case noire c1 · Roi blanc sur case blanche h1 | Roi noir sur case blanche g8 · Fou noir sur case noire e7 · Pion noir sur case blanche f7 · Pion noir sur case noire g7 · Pion noir sur case noire b6 · Pion noir sur case noire d6 · Tour blanche sur case blanche f5 · Pion blanc sur case blanche h5 · Pion blanc sur case blanche e4 · Dame blanche sur case noire f4 · Pion blanc sur case blanche f3 · Tour noire sur case blanche a2 · Dame noire sur case noire f2 · Pion blanc sur case noire h2 · Tour blanche sur case noire c1 · Roi blanc sur case blanche h1 | 1 |
|   | a | b | c | d | e | f | g | h |   |

Les parties longues n'ayant pas permis de départager Carlsen et Kariakine, des parties rapides sont jouées le 30 novembre 2016.
Après deux parties nulles, Carlsen gagne les troisième et quatrième parties et conserve son titre de champion du monde.
| Date        | Partie | Kariakine | Carlsen | Ouverture (Code ECO)     | Nombre de coups | Score                        |
| ----------- | ------ | --------- | ------- | ------------------------ | --------------- | ---------------------------- |
| 30 novembre | 1      | ♔ ½       | ♚ ½     | Partie espagnole (C84)   | 37              | Égalité 6,5 – 6,5            |
| 30 novembre | 2      | ♚ ½       | ♔ ½     | Partie italienne (C50)   | 87              | Égalité 7 – 7                |
| 30 novembre | 3      | ♔ 0       | ♚ 1     | Partie espagnole (C84)   | 38              | Carlsen mène 8 – 7           |
| 30 novembre | 4      | ♚ 0       | ♔ 1     | Défense sicilienne (B54) | 50              | Carlsen gagne le match 9 – 7 |